# A Kürschák József Matematikai Tanulóversenyek eredményei
Kürschák József nevét 1949 óta viseli ez a verseny, melyet a Bolyai János Matematikai Társulat elsősorban az adott évben érettségizetteknek szervezett, de középiskolai tanulók részvétele is megengedett. (A II. világháború előtt eredetileg Eötvös Lorándról nevezték el a versenyt, a háború után ezt a nevet az Eötvös Loránd Fizikai Társulat által rendezett fizikaverseny kapta meg. A korai (1894-1943 között rendezett) versenyeken csak a verseny évében érettségizettek vehettek részt.
(A háború éveiben szünetelt a verseny rendezése, később két évig Bolyai János nevét viselte.)

## AKürschák József (korábban Eötvös Loránd) Matematikai Tanulóversenyekeredményei
(A nevek utáni első zárójeles adat az érettségi éve)
Kürschák 2024
- Holló Martin (2026) (Budapest, Fazekas Mihály Gyakorlógimnázium 11. o., T: Hujter Bálint, Kiss Géza), II. díj.
- Molnár István Ádám (2025) (Miskolc, Földes Ferenc Gimnázium, 12. o., T: Kovács Attiláné, Madarász Péter, Tóth Tibor, Zámborszky Ferenc), II. díj.
- Simon László Bence (2024) Budapest, Fazekas Mihály Gyakorlógimnáziumban érettségizett, T: Gyenes Zoltán, Kiss Géza, Hujter Bálint, Mazug Péter, Sokvári Olivér), II. díj.
- Szakács Ábel (2026) (Budapest, Fazekas Mihály Gyakorlógimnázium 11. o., T: Dobos Sándor, Hujter Bálint, Kiss Géza, Terpai Tamás), II. díj.
- Varga Boldizsár (2025) (Budapest, Veres Péter Gimnázium 12. o., T: Holló Gábor, Kötél Tamás), II. díj.
- Bodor Mátyás (2026) (Csíkszereda, Márton Áron Gimnázium 11. o., T: Dobos Sándor, Kovács Benedek, Nagy Kartal, Páll Olga), III. díj.
- Hodossy Réka (2025) (Balassagyarmat, Balassi Bálint Gimnázium 12. o., T: Varga Attila), III. díj.
- Kocsis Péter (2026) (Budapest, Fazekas Mihály Gimnázium 11. o., T: Dobos Sándor, Gyenes Zoltán, Hujter Bálint, Kiss Géza, Nagy Kartal), III. díj.
- Prohászka Bulcsú (2026) (Budapest, Fazekas Mihály Gimnázium 11. o., T: Hujter Bálint, Kiss Géza, Nagy Kartal), III. díj.
- Tarján Bernát (2024) (Budapest, Veres Péter Gimnáziumban érettségizett, T: Holló Gábor, Kötél Tamás), III. díj.
- Vámosi Bendegúz (2026) (Debrecen, Fazekas Mihály Gimnázium 11. o., T: Remeténé Orvos Viola, Tóth Mariann), III. díj.
- Balla Ignác (2027) (Budapest, Fazekas Mihály Gimnázium 10. o.), dicséret.
- Pázmándi József (2028) (Budapest, Fazekas Mihály Gimnázium 9. o.), dicséret.
- Vigh Zalán (2026) (Szeged, Radnóti Miklós Gimnázium 11. o., T: Mike János, Schultz János), dicséret.

Kürschák 2023
- Molnár-Szabó Vilmos (2023) (Budapest, Fazekas Mihály Gimnáziumban érettségizett, T: Dobos Sándor, Ádám Réka, Fazakas Tünde), I. díj.
- Móricz Benjámin (2023) (Budapest, Fazekas Mihály Gimnáziumban érettségizett, T: Dobos Sándor, Fazakas Tünde, Hujter Bálint, Szűcs Gábor), II. díj.
- Szakács Ábel (2026) (Budapest, Fazekas Mihály Gyakorlógimnázium 10. o., T: Dobos Sándor, Hujter Bálint, Kiss Géza, Terpai Tamás), II. díj.
- Varga Boldizsár (2025) (Budapest, Veres Péter Gimnázium 11. o., T: Holló Gábor, Kötél Tamás), III. díj.
- Czanik Pál (2025) (Budapest, Fazekas Mihály Gyakorlógimnázium 11. o., T: Kocsis Szilveszter, Lenger Dávid), I. dicséret.
- Bognár András Károly (2023) (Budapest, Fazekas Mihály Gimnáziumban érettségizett, T: Ádám Réka, Dobos Sándor, Fazakas Tünde), II. dicséret.
- Forrai Boldizsár (2026) (Szeged, SZTE Gyakorló Gimnázium, 10. o.), II. dicséret.
- Tarján Bernát (2024) (Budapest, Veres Péter Gimnázium, 12. o., T: Holló Gábor, Kötél Tamás), II. dicséret.

Kürschák 2022
- Jánosik Máté (2022) (Győr, Révai Miklós Gimnáziumban érettségizett, tanára(i): Árki Tamás, Juhász Zoltán), I. díj.
- Lovas Márton (2023) (Budapest, Veres Péter Gimnázium 12. o., tanára(i): Simon János), I. díj.
- Németh Márton (2023) (Budapest, Fazekas Mihály Gyakorlógimnázium 12. o., tanára(i): Erdős Gábor, Dobos Sándor), II. díj.
- Chrobák Gergő (2024) (Debrecen, Fazekas Mihály Gimnázium 11. o.), dicséret.
- Csonka Illés (2024) (Pécs, Ciszterci Rend Nagy Lajos Gimnáziuma 11. o.), dicséret.
- Czanik Pál (2025) (Budapest, Fazekas Mihály Gyakorlógimnázium 10. o.), dicséret.
- Fleiner Zsigmond (2022) (Budapest, Fazekas Mihály Gimnáziumban érettségizett, tanára(i): Hujter Bálint, Gyenes Zoltán, matematika szakos hallgató, ELTE), dicséret.
- Fülöp Csilla (2023) (Szeged, Radnóti Miklós Gimnázium 12. o., tanára(i): Mike János, Schultz János), dicséret.
- Molnár-Szabó Vilmos (2023) (Budapest, Fazekas Mihály Gyakorlógimnázium 12. o., tanára(i): Dobos Sándor, Ádám Réka, Fazakas Tünde), dicséret.
- Móricz Benjámin (2023) (Budapest, Fazekas Mihály Gyakorlógimnázium 12. o., tanára(i): Dobos Sándor, Fazakas Tünde, Hujter Bálint, Szűcs Gábor), dicséret.
- Seres-Szabó Márton (2023) (Budapest, Fazekas Mihály Gyakorlógimnázium 12. o., tanára(i): Fazakas Tünde, Dobos Sándor, Hujter Bálint), dicséret.
- Simon László Bence (2024) Budapest, Fazekas Mihály Gyakorlógimnázium 11. o., tanára(i): Gyenes Zoltán, Kiss Géza, Hujter Bálint, Mazug Péter), dicséret.

Kürschák 2021
- Seres-Szabó Márton (2023) (Budapest, Fazekas Mihály Gyakorlógimnázium 11. o., tanára(i): Fazakas Tünde, Dobos Sándor, Hujter Bálint), II. díj.
- Fleiner Zsigmond (2022) (Budapest, Fazekas Mihály Gyakorlógimnázium 12. o., tanára(i): Hujter Bálint, Gyenes Zoltán), III. díj.
- Várkonyi Zsombor (2021) (Budapest, Fazekas Mihály Gimnáziumban érettségizett, tanára(i): Fazakas Tünde, Kocsis Szilveszter, Pósa Lajos, Dobos Sándor, matematika szakos hallgató, ELTE), III. díj.
- Csaplár Viktor (2021) (Budapest, Fazekas Mihály Gimnáziumban érettségizett, tanára(i): Fazakas Tünde, Kocsis Szilveszter, matematika szakos hallgató, ELTE), dicséret

Kürschák 2020
- Gyimesi Péter (2020), Budapest, Veres Péter Gimnáziumban érettségizett, tanára(i): Szmerka Gergely, Varga Mária, Pósa Lajos, egyetemi hallgató, ELTE), I. díj.
- Beke Csongor (2020) (Budapest, Veres Péter Gimnáziumban érettségizett, tanára(i): Szmerka Gergely, Varga Mária, egyetemi hallgató, Cambridge), II. díj.
- Tóth Balázs (2020) (Budapest, Fazekas Mihály Gimnáziumban érettségizett, tanára(i): Gyenes Zoltán, Kiss Géza, Dobos Sándor, egyetemi hallgató, Cambridge), II. díj.
- Várkonyi Zsombor (2021) (Budapest, Fazekas Mihály Gyakorlógimnázium 12. o., tanára(i): Fazakas Tünde, Kocsis Szilveszter, Pósa Lajos, Dobos Sándor), II. díj.
- Füredi Erik (2021) (Budapest, Fazekas Mihály Gyakorlógimnázium 12. o., tanára(i): Fazakas Tünde, Kocsis Szilveszter, Dobos Sándor), dicséret.
- Szabó Kornél György (2021) (Budapest, Fazekas Mihály Gyakorlógimnázium 12. o., tanára(i): Fazakas Tünde, Kocsis Szilveszter, Dobos Sándor, Pósa Lajos), dicséret.
- Weisz Máté Barnabás (2020) (Szeged, Radnóti Miklós Kísérleti Gimnáziumban érettségizett, tanára(i): Schultz János, Tigyi István), dicséret.

Kürschák 2019
- Matolcsi Dávid (2019) (Budapest, Fazekas Mihály Gimnáziumban érettségizett, tanára(i): Dobos Sándor, Kiss Gergely, Kiss Géza, egyetemi hallgató, ELTE), I. díj.
- Beke Csongor (2020) (Budapest, Veres Péter Gimnázium 12. o., tanára(i): Szmerka Gergely, Varga Mária), II. díj.
- Nagy Nándor (2020) (Budapest, Fazekas Mihály Gyakorlógimnázium 12. o., tanára(i): Gyenes Zoltán, Kiss Géza, Dobos Sándor), II. díj.
- Velich Nóra Zoé (2021) (Budapest, Fazekas Mihály Gyakorlógimnázium 11. o., tanára(i): Fazakas Tünde, Kocsis Szilveszter), II. díj.
- Weisz Máté Barnabás (2020) (Szeged, Radnóti Miklós Kísérleti Gimnázium 12. o., tanára(i): Schultz János, Tigyi István), II. díj.
- Jánosik Áron (2020) (Győr, Révai Miklós Gimnázium 12. o., tanára(i): Árki Tamás, Juhász Zoltán), III. díj.
- Hámori Janka (2020) (Szeged, Radnóti Miklós Kísérleti Gimnázium 12. o.), dicséret.
- Várkonyi Zsombor (2021) (Budapest, Fazekas Mihály Gyakorlógimnázium 11. o., tanára(i): Fazakas Tünde, Kocsis Szilveszter, Pósa Lajos, Dobos Sándor), dicséret.

Kürschák 2018
- Imolay András (2018) (Budapest, Fazekas Mihály Gimnáziumban érettségizett, tanára(i): Hujter Bálint, Gyenes Zoltán), I. díj.
- Matolcsi Dávid (2019) (Budapest, Fazekas Mihály Gyakorlógimnázium 12. o., tanára(i): Dobos Sándor, Kiss Gergely, Kiss Géza), I. díj.
- Alexy Marcell (2018) (Budapest, Fazekas Mihály Gimnáziumban érettségizett, tanára(i): Hujter Bálint, Gyenes Zoltán, Szűcs Gábor), dicséret.
- Gáspár Attila (2018) (Miskolc, Földes Ferenc Gimnáziumban érettségizett, tanára(i): Győry Ákos, Gulyás Tibor, Dobos Sándor, Pelikán József, Pósa Lajos, Szűcs Gábor), dicséret.
- Győrffy Ágoston (2019) (Budapest, Fazekas Mihály Gyakorlógimnázium 12. o., tanára(i): Dobos Sándor, Kiss Géza, Kiss Gergely, Pósa Lajos), dicséret.
- Haiman Milán (2019) (New York, Stuyvesant High School 12. o., tanára(i): Stanislav Kats), dicséret.
- Szemerédi Levente (2018) (Szeged, Radnóti Miklós Kísérleti Gimnáziumban érettségizett, tanára(i): Tigyi István), dicséret.
- Záhorsky Ákos (2018) (Budapest, Fazekas Mihály Gimnáziumban érettségizett, tanára(i): Hujter Bálint, Gyenes Zoltán, Szűcs Gábor), dicséret.
- Zólomy Kristóf (2018) (Budapest, Fazekas Mihály Gyakorlógimnáziumban érettségizett, tanára(i): Hujter Bálint, Gyenes Zoltán), dicséret.

Kürschák 2017
- Janzer Orsolya Lili (2018) (Budapest, Fazekas Mihály Gyakorlógimnázium 12. o., tanára(i): Hujter Bálint, Gyenes Zoltán, Szűcs Gábor, Pósa Lajos, Janzer Barnabás), II. díj.
- Matolcsi Dávid (2019) (Budapest, Fazekas Mihály Gyakorlógimnázium 11. o., tanára(i): Dobos Sándor, Kiss Gergely, Kiss Géza), II. díj.
- Molnár-Sáska Zoltán (2018) (Budapest, Fazekas Mihály Gyakorlógimnázium 12. o., tanára(i): Hujter Bálint, Gyenes Zoltán, Pósa Lajos, Szűcs Gábor), II. díj.
- Kerekes Anna (2019) (Budapest, Fazekas Mihály Gyakorlógimnázium 11. o., tanára(i): Dobos Sándor, Kiss Géza, Kiss Gergely), III. díj.
- Alexy Marcell (2018) (Budapest, Fazekas Mihály Gyakorlógimnázium 12. o., tanára(i): Hujter Bálint, Gyenes Zoltán, Szűcs Gábor), dicséret.
- Záhorsky Ákos (2018) Budapest, Fazekas Mihály Gyakorlógimnázium 12. o., tanára(i): Hujter Bálint, Gyenes Zoltán, Szűcs Gábor), dicséret.

Kürschák 2016
- Lajkó Kálmán (2017) (Szeged, Radnóti Miklós Kísérleti Gimnázium 12. o., tanára(i): Mike János, Schultz János, Kosztolányi József, Pósa Lajos), I. díj.
- Bukva Balázs (2018) (Budapest, Fazekas Mihály Gyakorlógimnázium 11. o., tanára(i): Hujter Bálint, Gyenes Zoltán, Szűcs Gábor, Dobos Sándor), II. díj.
- Gáspár Attila (2018) (Miskolc, Földes Ferenc Gimnázium 11. o., tanára(i): Győry Ákos, Kovács Attiláné), II. díj.
- Tóth Viktor (2017) (Kaposvár, Táncsics Mihály Gimnázium 12. o., tanára(i): Kubatov Antal, Tóthné Berzsán Gabriella, Pósa Lajos), II. díj.
- Williams Kada (2017) (Szeged, Radnóti Miklós Kísérleti Gimnázium 12. o., tanára(i): Mike János, Schultz János, Pósa Lajos, Kosztolányi József), II. díj.
- Kovács Benedek (2017) (Budapest, Fazekas Mihály Gyakorlógimnázium 12. o., tanára(i): Fazakas Tünde, Dobos Sándor, Pósa Lajos), dicséret.
- Molnár-Sáska Zoltán (2018) (Budapest, Fazekas Mihály Gyakorlógimnázium 11. o., tanára(i): Hujter Bálint, Gyenes Zoltán, Pósa Lajos, Szűcs Gábor), dicséret.

Kürschák 2015
- Szabó Barnabás (2016) (Budapest, Fazekas Mihály Gyakorlógimnázium 12. o., tanára(i): Gyenes Zoltán, Kiss Géza, Surányi László, Dobos Sándor, Pósa Lajos), II. díj.
- Baran Zsuzsanna (2017) (Debrecen, Fazekas Mihály Gimnázium 11. o., tanára(i): Tóth Mariann, Lakatos Tibor, Pósa Lajos, Dobos Sándor), III. díj.
- Fehér Zsombor (2015) (Budapest, Fazekas Mihály Gimnáziumban érettségizett, tanára(i): Dobos Sándor, Pósa Lajos, Kiss Gergely, Surányi László, matematika szakos hallgató, ELTE), III. díj.
- Gáspár Attila (2018) (Miskolc, Földes Ferenc Gimnázium 10. o., tanára(i): Győry Ákos, Gulyás Tibor, Kovács Attiláné, Marosszéki Gábor), III. díj.
- Lajkó Kálmán (2017) (Szeged, Radnóti Miklós Kísérleti Gimnázium 11. o., tanára(i): Mike János, Schultz János), III. díj.
- Matolcsi Dávid (2019) (Budapest, Fazekas Mihály Gyakorlógimnázium 9. o., tanára(i): Dobos Sándor, Kiss Gergely, Kiss Géza), III. díj.
- Molnár-Sáska Zoltán (2018) (Budapest, Fazekas Mihály Gyakorlógimnázium 10. o., tanára(i): Hujter Bálint, Gyenes Zoltán, Pósa Lajos), III. díj.
- Nagy Kartal (2016) (Budapest, Fazekas Mihály Gyakorlógimnázium 12. o., tanára(i): Gyenes Zoltán, Kiss Géza, Surányi László, Dobos Sándor, Pósa Lajos), III. díj.
- Almási Péter (2015) (Debrecen, Fazekas Mihály Gimnáziumban érettségizett, tanára(i): Remeténé Orvos Viola, Balázs Tivadar, Pósa Lajos, mérnök-informatikus hallgató, BME), dicséret.
- Keresztfalvi Bálint (2018) (Budapest, Fazekas Mihály Gyakorlógimnázium 10. o., tanára(i): Hujter Bálint, Gyenes Zoltán), dicséret.
- Kovács Benedek (2017) (Budapest, Fazekas Mihály Gyakorlógimnázium 11. o., tanára(i): Fazakas Tünde, Dobos Sándor, Pósa Lajos), dicséret.

Kürschák 2014
- Di Giovanni Márk (2015) (Győr, Révai Miklós Gimnázium 12. o., tanára(i): Árki Tamás, Dobos Sándor, Pósa Lajos, Juhász Péter), I. díj.
- Fehér Zsombor (2015) (Budapest, Fazekas Mihály Gyakorlógimnázium 12. o., tanára(i): Dobos Sándor, Pósa Lajos, Kiss Gergely, Kós Géza), II. díj.
- Janzer Barnabás (2015) (Budapest, Fazekas Mihály Gyakorlógimnázium 12. o., tanára(i): Dobos Sándor, Gyenes Zoltán, Pósa Lajos, Surányi László, Kiss Gergely), II. díj.
- Maga Balázs (2014) (Budapest, Fazekas Mihály Gimnáziumban érettségizett, tanára(i): Hraskó András, Kiss Gergely, Hegedűs Pál, Surányi László, Juhász Péter, Dobos Sándor, matematika szakos hallgató, ELTE), I. dicséret.
- Simon Péter (2014) (Budapest, Berzsenyi Dániel Gimnáziumban érettségizett, tanára(i): Juhász Péter, Nemecskó István, Pósa Lajos, Sztranyák Attila, egyetemi hallgató, ELTE), I. dicséret.
- Baran Zsuzsanna (2017) (Debrecen, Fazekas Mihály Gimnázium 10. o., tanára(i): Tóth Mariann, Lakatos Tibor, Pósa Lajos), II. dicséret.
- Gyulai-Nagy Szuzina (2016) (Szeged, Radnóti Miklós Kísérleti Gimnázium 11. o., tanára(i): Ábrahám Gábor, Tigyi István, Kosztolányi József), II. dicséret.
- Homonnay Bálint (2014) (Budapest, Fazekas Mihály Gimnáziumban érettségizett, tanára(i): Hraskó András, Kiss Gergely, Pósa Lajos, Pelikán József, szabad bölcsész hallgató), II. dicséret.
- Kúsz Ágnes (2014) (Makó, József Attila Gimnázium, tanára(i): Rójáné Oláh Erika, Kosztolányi József, matematika szakos hallgató, ELTE), II. dicséret.
- Nagy-György Pál (2015) (Szeged, Radnóti Miklós Kísérleti Gimnázium 12. o., tanára(i): Ábrahám Gábor, Schulcz János), II. dicséret.
- Szabó Barnabás (2016) (Budapest, Fazekas Mihály Gyakorlógimnázium 11. o., tanára(i): Gyenes Zoltán, Kiss Géza, Surányi László, Dobos Sándor, Pósa Lajos), II. dicséret.

Kürschák 2013
- Homonnay Bálint (2014) (Budapest, Fazekas Mihály Gyakorlógimnázium 12. o., tanára(i): Hraskó András, Kiss Gergely, Pósa Lajos, Hegedűs Pál, Jakucs Erika, Dobos Sándor, Surányi László), I. díj.
- Nagy Bence Kristóf (2014) (Budapest, Fazekas Mihály Gyakorlógimnázium 12. o., tanára(i): Hraskó András, Kiss Gergely, Surányi László, Hegedűs Pál, Juhász Péter, Pósa Lajos, Dobos Sándor, Pelikán József), II. díj.
- Janzer Barnabás (2015) (Budapest, Fazekas Mihály Gyakorlógimnázium 11. o., tanára(i): Dobos Sándor, Gyenes Zoltán, Pósa Lajos, Surányi László), II. díj.
- Maga Balázs (2014) (Budapest, Fazekas Mihály Gyakorlógimnázium 12. o., tanára(i): Hraskó András, Kiss Gergely, Surányi László, Juhász Péter, Dobos Sándor), II. díj.
- Tardos Jakab (2013) (Budapest, Fazekas Mihály Gimnáziumban érettségizett, tanára(i): Táborné Vincze Márta, Kiss Géza, Surányi László, Dobos Sándor, Pósa Lajos, matematika szakos hallgató, ELTE), II. díj.
- További 9 versenyző elismerő oklevél díjazásban részesült.

Kürschák 2012
- Janzer Olivér (2013) (Budapest, Fazekas Mihály Gyakorlógimnázium 12. o., tanára(i): Táborné Vincze Márta, Kiss Géza, Pósa Lajos, Surányi László, Dobos Sándor), I. díj
- Gyarmati Máté (2012) (Pécs, Leőwey Klára Gimnáziumban érettségizett, tanára(i): Bereczkiné Székely Erzsébet, Ruff János, Dobos Sándor, matematika szakos hallgató, ELTE), I. dicséret.
- Havasi Márton (2013) (Budapest, Fazekas Mihály Gyakorlógimnázium 12. o., tanára(i): Táborné Vincze Márta, Kiss Géza, Pósa Lajos, Dobos Sándor, Surányi László), I. dicséret.
- Ágoston Tamás (2012) (Budapest, Fazekas Mihály Gimnáziumban érettségizett, tanára(i): Surányi László, Hegedűs Pál, Táborné Vincze Márta, Dobos Sándor, Pósa Lajos), II. dicséret.
- Janzer Barnabás (2015) (Budapest, Fazekas Mihály Gyakorlógimnázium 10. o., tanára(i): Dobos Sándor, Gyenes Zoltán, Pósa Lajos, Surányi László), II. dicséret.
- Machó Bónis (2014) (Budapest, Fazekas Mihály Gyakorlógimnázium 11. o., tanára(i): Hraskó András, Hegedűs Pál), II. dicséret.
- Sándor András (2012) (Budapest, Fazekas Mihály Gimnáziumban érettségizett, tanára(i): Táborné Vincze Márta, Surányi László, Hegedűs Pál, Pósa Lajos, matematika szakos hallgató, ELTE), II. dicséret.
- Szabó Attila (2013) (Pécs, Leőwey Klára Gimnázium 12. o., tanára(i): Kiss Zoltán, Pósa Lajos), II. dicséret.
- Tardos Jakab (2013) (Budapest, Fazekas Mihály Gyakorlógimnázium 12. o., tanára(i): Táborné Vincze Márta, Kiss Géza, Surányi László, Dobos Sándor, Pósa Lajos), II. dicséret.
- Herczeg József (2014) (Szeged, Radnóti Miklós Kísérleti Gimnázium 11. o., tanára(i): Schultz János, Mike János), III. dicséret.
- Kabos Eszter (2014) (Budapest, Fazekas Mihály Gyakorlógimnázium 11. o., tanára(i): Hraskó András, Kiss Gergely, Surányi László, Hegedűs Pál, Juhász Péter, Pósa Lajos, Dobos Sándor, Frenkel Péter), III. dicséret.
- Medek Ákos (2013) (Budapest, Fazekas Mihály Gyakorlógimnázium 12. o., tanára(i): Táborné Vincze Márta, Kiss Géza), III. dicséret.

Kürschák 2011
- Dankovics Attila (2011) (Budapest, Veres Péter Gimnáziumban érettségizett, tanára(i): Rácz Mihályné, Dobos Sándor, Juhász Péter, Pósa Lajos, matematika szakos hallgató, ELTE), I. díj.
- Nagy Donát (2011) (Szeged, Radnóti Miklós Kísérleti Gimnáziumban érettségizett, tanára(i): Mike János, Schultz János, Dobos Sándor, matematika szakos hallgató, ELTE), I. díj.
- Nagy János (2011) (Budapest, Fazekas Mihály Gimnáziumban érettségizett, tanára(i): Hraskó András, Surányi László, Dobos Sándor, Pataki János, matematika szakos hallgató, ELTE), I. díj.
- Ágoston Tamás (2012) (Budapest, Fazekas Mihály Gyakorlógimnázium 12. o., tanára(i): Surányi László, Hegedűs Pál, Táborné Vincze Márta, Dobos Sándor), dicséret.
- Janzer Olivér (2013) (Budapest, Fazekas Mihály Gyakorlógimnázium 11. o., tanára(i): Táborné Vincze Márta, Kiss Géza, Pósa Lajos, Surányi László, Dobos Sándor), dicséret.
- Kalina Kende (2011) (Budapest, Fazekas Mihály Gimnáziumban érettségizett, tanára(i): Hraskó András, Surányi László), dicséret.
- Nagy Róbert (2013) (Budapest, Fazekas Mihály Gyakorlógimnázium 11. o., tanára(i): Táborné Vincze Márta, Kiss Géza, Dobos Sándor, Pósa Lajos), dicséret.
- Sándor András (2012) (Budapest, Fazekas Mihály Gyakorlógimnázium 12. o., tanára(i): Táborné Vincze Márta, Surányi László, Hegedűs Pál, Pósa Lajos), dicséret.
- Strenner Péter (2012) (Székesfehérvár, Teleki Blanka Gimnázium 12. o., tanára(i): Ponáczné Csuthy Márta, Buday Endre, Dobos Sándor), dicséret.
- További 4 versenyző elismerő oklevél díjazásban részesült.

Kürschák 2010
- Éles András (2010) (Debrecen, Fazekas Mihály Gimnáziumban érettségizett, tanára(i): Remeténé Orvos Viola, Kovács Péter, Pósa Lajos, informatika szakos hallgató, Pannon Egyetem), I. díj.
- Damásdi Gábor (2011) (Kecskemét, Katona József Gimnázium 12. o., tanára(i): Reiter István), II. díj.
- Dankovics Attila (2011) (Budapest, Veres Péter Gimnázium 12. o., tanára(i): Rácz Mihályné, Dobos Sándor, Juhász Péter, Pósa Lajos), II. díj.
- Janzer Olivér (2013) (Budapest, Fazekas Mihály Gyakorlógimnázium 10. o., tanára(i): Táborné Vincze Márta, Kiss Géza, Pósa Lajos, Surányi László, Dobos Sándor), II. díj.
- További 12 versenyző elismerő oklevél díjazásban részesült.

Kürschák 2009
- Éles András (2010) (Debrecen, Fazekas Mihály Gimnázium 12. o., tanára(i): Remeténé Orvos Viola, Kovács Péter, Pósa Lajos), I. díj.
- Fonyó Dávid (2010) (Budapest, Fazekas Mihály Gyakorlógimnázium 12. o., tanára(i): Fazakas Tünde, Hraskó András, Pósa Lajos, Dobos Sándor, Surányi László, Táborné Vincze Márta), I. díj.
- Gőgös Balázs (2010) (Győr, Révai Miklós Gimnázium 12. o., tanára(i): Zábrádiné Schmierer Emília), I. díj.
- Mészáros András (2010) (Győr, Révai Miklós Gimnázium 12. o., tanára(i): Zábrádiné Schmierer Emília), I. díj.
- Nagy Dániel (2009) (Budapest, Fazekas Mihály Gimnáziumban érettségizett, tanára(i): Hraskó András, Surányi László, Pósa Lajos, Dobos Sándor, matematikus hallgató, ELTE), I. díj.
- Kornis Kristóf (2009) (Budapest, Fazekas Mihály Gimnáziumban érettségizett, tanára(i): Hraskó András, Surányi László, Dobos Sándor, Pósa Lajos, matematikus hallgató, ELTE), II. díj.
- Wagner Zsolt (2010) (Budapest, Fazekas Mihály Gyakorlógimnázium 12. o., tanára(i): Fazakas Tünde, Hraskó András, Táborné Vincze Márta, Pósa Lajos, Elekes G. Sándor), II. díj.
- Nagy Donát (2011) (Szeged, Radnóti Miklós Kísérleti Gimnázium 11. o., tanára(i): Mike János, Schultz János, Dobos Sándor), III. díj.
- Nagy János (2011) (Budapest, Fazekas Mihály Gyakorlógimnázium 11. o., tanára(i): Hraskó András, Surányi László, Dobos Sándor, Pataki János, Beleznay Ferenc), III. díj.
- Tomon István (2009) (Budapest, Fazekas Mihály Gimnáziumban érettségizett, tanára(i): Hraskó András, Surányi László, Dobos Sándor, Pósa Lajos, matematika hallgató, ELTE), III. díj.
- Lenger Dániel (2011) (Budapest, Fazekas Mihály Gyakorlógimnázium 11. o., tanára(i): Dobos Sándor, Surányi László), III. díj.
- Somogyi Ákos (2010) (Kaposvár, Nagyboldogasszony Római Katolikus Gimnázium 12. o., tanára(i): Fodor Péter, Pósa Lajos), III. díj.
- További 27 versenyző elismerő oklevél díjazásban részesült.

Kürschák 2008
- Lovász László Miklós (2008) (Budapest, Fazekas Mihály Gimnáziumban érettségizett, tanára(i): Surányi László, Hegedűs Pál, Beleznay Ferenc, Pósa Lajos, matematikus hallgató, ELTE), I. díj.
- Nagy János (2011) (Budapest, Fazekas Mihály Gyakorlógimnázium 10. o., tanára(i): Hraskó András, Surányi László, Dobos Sándor, Pataki János, Beleznay Ferenc), II. díj.
- Éles András (2010) (Debrecen, Fazekas Mihály Gimnázium 11. o., tanára(i): Remeténé Orvos Viola, Kovács Péter, Pósa Lajos), dicséret.
- További 9 versenyző elismerő oklevél díjazásban részesült.

Kürschák 2007
- Eisenberger András (2008) (Budapest, Fazekas Mihály Gyakorlógimnázium 12. o., tanára(i): Surányi László, Hegedűs Pál, Pósa Lajos, Dobos Sándor), I. díj.
- Korándi Dániel (2008) (Budapest, Fazekas Mihály Gyakorlógimnázium 12. o., tanára(i): Surányi László, Pósa Lajos, Beleznay Ferenc, Hegedűs Pál), I. díj.
- Tomon István (2009) (Budapest, Fazekas Mihály Gyakorlógimnázium 11. o., tanára(i): Hraskó András, Surányi László, Dobos Sándor, Pósa Lajos), I. díj.
- Hujter Bálint (2007) (Budapest, Fazekas Mihály Gimnáziumban érettségizett, tanára(i): Dobos Sándor, Pósa Lajos, Szászné Simon Judit, matematika hallgató, ELTE), dicséret.
- Kiss Viktor (2008) (Budapest, Fazekas Mihály Gyakorlógimnázium 12. o., tanára(i): Surányi László, Hegedűs Pál, Beleznay Ferenc, Pósa Lajos), dicséret.
- Lovász László Miklós (2008) (Budapest, Fazekas Mihály Gyakorlógimnázium 12. o., tanára(i): Surányi László, Hegedűs Pál, Beleznay Ferenc, Pósa Lajos), dicséret.
- További 12 versenyző elismerő oklevél díjazásban részesült.

Kürschák 2006
- Gosztonyi Balázs (2006) (Budapest, Radnóti Miklós Gimnáziumban és Atlantic College-ban (Wales) érettségizett, tanára(i): Csatár Katalin, Juhász Péter, Pósa Lajos, Paul Belther), II. díj.
- Jankó Zsuzsanna (2006) (Szeged, Radnóti Miklós Kísérleti Gimnáziumban érettségizett, tanára(i): Schultz János, Mike János, Pósa Lajos), II. díj.
- Korándi Dániel (2008) (Budapest, Fazekas Mihály Gyakorlógimnázium 11. o., tanára(i): Surányi László, Pósa Lajos, Beleznay Ferenc, Hegedűs Pál), II. díj.
- Nagy Csaba (2007) (Budapest, Fazekas Mihály Gyakorlógimnázium 12. o., tanára(i): Dobos Sándor, Pataki János, Pósa Lajos), III. díj.
- További 11 versenyző elismerő oklevél díjazásban részesült.

Kürschák 2005
- Erdélyi Márton (2006) (Budapest, Fazekas Mihály Gyakorlógimnázium 12. o., tanára(i): Hraskó András, Pósa Lajos, Táborné Vincze Márta, Dobos Sándor), II. díj.
- Gyenizse Gergő (2007) (Kiskunhalas, Szilády Áron Református Gimnázium 11. o., tanára(i): Osváth Emese), II. díj.
- Jankó Zsuzsanna (2006) (Szeged, Radnóti Miklós Kísérleti Gimnázium 12. o., tanára(i): Schultz János, Mike János, Pósa Lajos), II. díj.
- Paulin Roland (2006) (Budapest, Fazekas Mihály Gyakorlógimnázium 12. o., tanára(i): Táborné Vincze Márta, Hraskó András, Dobos Sándor, Surányi László, Pósa Lajos), II. díj.
- Sümegi Károly (2007) (Zalaegerszeg, Zrínyi Miklós Gimnázium 11. o., tanára(i): Csiszár Mária), II. díj.
- Szilágyi Csaba (2006) (Szeged, Radnóti Miklós Kísérleti Gimnázium 12. o., tanára(i): Schultz János, Mike János), II. díj.
- Magda Gábor (2006) (Szeged, Radnóti Miklós Kísérleti Gimnázium12. o., tanára(i): Schultz János, Mike János), III. díj.
- Nagy Csaba (2007) (Budapest, Fazekas Mihály Gyakorlógimnázium 11. o., tanára(i): Dobos Sándor, Pataki János, Pósa Lajos), III. díj.
- Seres Gyula (2005) (Budapest, Fazekas Mihály Gimnáziumban érettségizett, tanára(i): Laczkó László, Pósa Lajos, közgazdász hallgató, BCE), III. díj.
- További 17 versenyző elismerő oklevél díjazásban részesült.

Kürschák 2004
- Hubai Tamás (2004) (Budapest, Fazekas Mihály Gimnáziumban érettségizett, tanára(i): Hraskó András, Surányi László, Fazakas Tünde, matematikus hallgató, ELTE), I. díj.
- Czank Tamás (2005) (Miskolc, Földes Ferenc Gimnázium 12. o., tanára(i): Szabó Kálmán, Gulyás Tibor), II. díj.
- Gehér György (2005) (Szombathely, Bolyai János Gyak. Ált. Iskola és Gimnázium 12. o., tanára(i): Zsiros Péter), II. díj.
- Jankó Zsuzsanna (2006) (Szeged, Radnóti Miklós Kísérleti Gimnázium 11. o., tanára(i): Schultz János, Mike János, Pósa Lajos), II. díj.
- Rácz Béla (2004) (Budapest, Fazekas Mihály Gimnáziumban érettségizett, tanára(i): Hraskó András, Surányi László, Fazakas Tünde, Pósa Lajos, matematikus hallgató, ELTE), II. díj.
- Strenner Balázs (2005) (Székesfehérvár, Teleki Blanka Gimnázium 12. o., tanára(i): Szakály Edit, Szabó Gábor, Dobos Sándor), II. díj.

Kürschák 2003
- Egri Attila (2004) (Hajdúszoboszló, Hőgyes Endre Gimnázium és Szakközépiskola 12. o., tanára(i): Deli Lajos, Pósa Lajos, Dobos Sándor), I. díj.
- Kiss Demeter (2003) (Budapest, Fazekas Mihály Gimnáziumban érettségizett, tanára(i): Dobos Sándor, Thiry Imréné, Pataki János, Pósa Lajos, matematikus hallgató, ELTE), I. díj.
- Nagy Zoltán Lóránt (2003) (Budapest, Fazekas Mihály Gimnáziumban érettségizett, tanára(i): Dobos Sándor, Thiry Imréné, Pataki János, Surányi László, matematikus hallgató, ELTE), I. díj.

Kürschák 2002
- Rácz Béla (2004) (Budapest, Fazekas Mihály Gyakorlógimnázium 11. o., tanára(i): Hraskó András, Surányi László, Fazakas Tünde, Pósa Lajos), I. díj.
- Csikvári Péter (2002) (Budapest, Fazekas Mihály Gimnáziumban érettségizett, tanára(i): Fazakas Tünde, Táborné Vincze Márta, Pósa Lajos, matematikus hallgató, ELTE), II. díj.
- Csóka Endre (2003) (Debrecen, Fazekas Mihály Gimnázium 12. o., tanára(i): Balázs Tivadar, Páles Zsolt, Pósa Lajos, Reiman István), II. díj.
- Kocsis Albert Tihamér (2004) (Budapest, Fazekas Mihály Gyakorlógimnázium 11. o., tanára(i): Hraskó András, Surányi László), III. díj.
- Kovács Erika, későbbi neve: Bérczi-Kovács Erika (2002) (Budapest, Fazekas Mihály Gimnáziumban érettségizett, tanára(i): Fazakas Tünde, Táborné Vincze Márta, Pósa Lajos, matematikus hallgató, ELTE), dicséret.
- Harangi Viktor (2002) (Budapest, Fazekas Mihály Gimnáziumban érettségizett, tanára(i): Táborné Vincze Márta, Pósa Lajos, matematikus hallgató, ELTE), dicséret.

Kürschák 2001
- Ambrus Gergely (2001) (Szeged, Radnóti Miklós Kísérleti Gimnáziumban érettségizett, tanára(i): Mike János, Schultz János), I. díj.
- Gerencsér Balázs (2002) (Budapest, Fazekas Mihály Gyakorlógimnázium 12. o., tanára(i): Fazakas Tünde, Táborné Vincze Márta, Pósa Lajos), I. díj.
- Béky Bence (2002) (Budapest, Fazekas Mihály Gyakorlógimnázium 12. o., tanára(i): Fazakas Tünde, Táborné Vincze Márta), II. díj.

Kürschák 2000
- Gyenes Zoltán (2000) (Budapest, Apáczai Csere János Gimnáziumban érettségizett, tanára(i): Drozdy Győzőné, Pósa Lajos, matematikus hallgató, ELTE), I. díj.
- Csóka Endre (2003) (Debrecen, Fazekas Mihály Gimnázium 10. o., tanára(i): Balázs Tivadar, Páles Zsolt, Pósa Lajos, Reiman István), II. díj.
- Kiss Gergely (2000) (Budapest, Fazekas Mihály Gimnáziumban érettségizett, tanára(i): Surányi László, Beleznay Ferenc, Pataki János, Hraskó András, matematikus hallgató, ELTE), II. díj.
- Csikvári Péter (2002) (Budapest, Fazekas Mihály Gyakorlógimnázium 11. o., tanára(i): Fazakas Tünde, Táborné Vincze Márta), III. díj.

Kürschák 1999
- Terpai Tamás (1999) (Budapest, Fazekas Mihály Gimnáziumban érettségizett, tanára(i): Táborné Vincze Márta, Pataki János, Beleznay Ferenc), I. díj.
- Harangi Viktor (2002) (Budapest, Fazekas Mihály Gyakorlógimnázium 10. o., tanára(i): Táborné Vincze Márta, Pósa Lajos), II. díj.
- Keszegh Balázs (2000) (Budapest, Fazekas Mihály Gyakorlógimnázium 12. o., tanára(i): Surányi László), II. díj.
- Máthé András (2000) (Budapest, Apáczai Csere János Gyakorlógimnázium 12. o., tanára(i): Tóth Attila), II. díj.
- Németh András (1999) (Budapest, Fazekas Mihály Gimnáziumban érettségizett, tanára(i): Táborné Vincze Márta, Beleznay Ferenc, Pataki János), II. díj.

Kürschák 1998
- Lippner Gábor (1998) (Budapest, Fazekas Mihály Gimnáziumban érettségizett, tanára(i): Dobos Sándor, Thiry Imréné, Pósa Lajos), I. díj.
- Kun Gábor (1998) (Budapest, Piarista Gimnáziumban érettségizett, tanára(i): Nyeste Pál), I. díj.
- Lukács László (1999) (Miskolc, Földes Ferenc Gimnázium 12. o., tanára(i): Szabó Kálmán, Gulyás Tibor), II. díj.
- Terpai Tamás (1999) (Budapest, Fazekas Mihály Gyakorlógimnázium 12. o., tanára(i): Táborné Vincze Márta, Pataki János, Beleznay Ferenc), II. díj.
- Hartmann Miklós (1998) (Bonyhád, Petőfi Gimnáziumban érettségizett, tanára(i): Katz Sándor), I. dicséret.
- Zábrádi Gergely (2000) (Győr, Révai Miklós Gimnázium 11. o., tanára(i): Szíjártó Miklósné, Zsebők Ottó, Pósa Lajos), II. dicséret.

Kürschák 1997
- Gueth Krisztián (1999) (Szombathely, Kanizsai Dorottya Gimnázium III. o., tanára(i): Módos Tiborné, Sándor Endre), II. díj.
- Lippner Gábor (1998) (Budapest, Fazekas Mihály Gyakorlógimnázium IV. o., tanára(i): Dobos Sándor, Thiry Imréné, Pósa Lajos), II. díj.

Kürschák 1996
- Lippner Gábor (1998) (Budapest, Fazekas Mihály Gyakorlógimnázium III. o., tanára(i): Dobos Sándor, Thiry Imréné, Pósa Lajos), II. díj.
- Braun Gábor (1997) (Budapest, Szent István Gimnázium IV. o., tanára(i): Halek Tamás), II. díj.
- Kun Gábor (1998) (Budapest, Piarista Gimnázium III. o., tanára(i): Nyeste Pál), II. díj.
- Bárász Mihály (1996) (Budapest, Fazekas Mihály Gimnáziumban érettségizett, tanára(i): Surányi László, Beleznay Ferenc, Dobos Sándor), dicséret.
- Burcsi Péter (1996) (Pápa, Türr István Gimnáziumban érettségizett, tanára(i): Németh Zsolt, Spissich László), dicséret.
- Mátrai Tamás (1997) (Budapest, Fazekas Mihály Gyakorlógimnázium IV. o., tanára(i): Laczkó László, Pósa Lajos), dicséret.

Kürschák 1995
- Braun Gábor (1997) (Budapest, Szent István Gimnázium III. o., tanára(i): Halek Tamás), II. díj.
- Burcsi Péter (1996) (Pápa, Türr István Gimnázium IV. o., tanára(i): Németh Zsolt, Spissich László), II. díj
- Frenkel Péter (1997) (Budapest, Fazekas Mihály Gyakorlógimnázium III.o., tanára(i): Laczkó László, Montágh Balázs, Pósa Lajos), II. díj
- Gröller Ákos (1996) (Budapest, Fazekas Mihály Gyakorlógimnázium IV., tanára(i): Surányi László, Beleznay Ferenc), II. díj

Kürschák 1994
- Burcsi Péter (1996) (Pápa, Türr István Gimnázium III. o., tanára(i): Németh Zsolt, Spissich László), I. díj.
- Koblinger Egmont (1995) (Budapest, Fazekas Mihály Gyakorlógimnázium IV. o., tanára(i): Táborné Vincze Márta, Thiry Imréné), I. díj.
- Futó Gábor (1994) (Budapest, Fazekas Mihály Gimnáziumban érettségizett, tanára(i): Fazakas Tünde, Montágh Balázs), II. díj.
- Szádeczky-Kardoss Szabolcs (1995) (Budapest, Fazekas Mihály Gyakorlógimnázium IV. o., tanára(i): Táborné Vincze Márta, Thiry Imréné), II. díj.
- Szobonya László (1996) (Budapest, Fazekas Mihály Gyakorlógimnázium III. o., tanára(i): Surányi László, Beleznay Ferenc, Dobos Sándor), II. díj.
- Hegedűs Gál (1994) (Budapest, Fazekas Mihály Gimnáziumban érettségizett, tanára(i): Thiry Imréné, Táborné Vincze Márta), dicséret.
- Madarassy Pál (1994) (Budapest, Fazekas Mihály Gimnáziumban érettségizett, tanára(i): Thiry Imréné, Táborné Vincze Márta), dicséret.
- Nagy Katalin (1995) (Veszprém, Lovassy László Gyakorlógimnázium IV. o., tanára(i): Kovács Előd, Farkas István), dicséret.
- Németh Zoltán (1995) (Budapest, Fazekas Mihály Gyakorlógimnázium IV. o., tanára(i): Táborné Vincze Márta, Thiry Imréné), dicséret.
- Tarján Dénes (1994) (Budapest, Piarista Gimnáziumban érettségizett, tanára(i): Görbe László, Guba András, Montágh Balázs, Lobmayer Imre), dicséret.

Kürschák 1993
- Kálmán Tamás (1993) (Budapest, Fazekas Mihály Gimnáziumban érettségizett, tanára(i): Laczkó László, Kőváry Károly, Poór István), I. díj.
- Veres Gábor (1993) (Balassagyarmat, Balassi Bálint Gimnáziumban érettségizett, tanára(i): Fűrész István), II. díj.
- Párniczky Benedek (1994) (Budapest, Fazekas Mihály Gyakorlógimnázium IV. o., tanára(i): Montágh Balázs, Fazakas Tünde), III. díj.
- Katz Sándor (1993) (Bonyhád, Petőfi Sándor Gimnáziumban érettségizett, tanára(i): Katz Sándor, Pósa Lajos), III. díj.
- Burcsi Péter (1996) (Pápa, Türr István Gimnázium II. o., tanára(i): Németh Zsolt, Spissich László), III. díj.
- Csörnyei Marianna (1994) (Budapest, Fazekas Mihály Gyakorlógimnázium IV. o., tanára(i): Fazakas Tünde, Montágh Balázs), I. dicséret.
- Faragó Gergely (1993) (Budapest, Fazekas Mihály Gimnáziumban érettségizett, tanára(i): Laczkó László, Pósa Lajos), I. dicséret.
- Kassai Lóránt (1993) (Budapest, Fazekas Mihály Gimnáziumban érettségizett, tanára(i): Laczkó László), I. dicséret.
- Hertz István (1994) (Budapest, Fazekas Mihály Gyakorlógimnázium IV. o., tanára(i): Thiry Imréné, Táborné Vincze Márta), II. dicséret.
- Ivánka Gábor (1994) (Arad, Moise Nicoară Gimnázium IV. o.), tanára(i): Potocean), II. dicséret.

Kürschák 1992
- Ujváry-Menyhárt Zoltán (1992) (Budapest, Fazekas Mihály Gimnáziumban érettségizett, tanára(i): Surányi László, Poór István), I. díj.
- Németh Ákos (1994) (Budapest, Fazekas Mihály Gyakorlógimnázium III. o., tanára(i): Thiry Imréné, Táborné Vincze Márta, Montágh Balázs), II. díj.
- Tichler Krisztián (1993) (Budapest, Fazekas Mihály Gyakorlógimnázium IV. o., tanára(i): Laczkó László), II. díj.
- Boda Péter (1993) (Kaposvár, Táncsics Mihály Gimnázium IV. o., tanára(i): Kiss Zoltán), I. dicséret.
- Csörnyei Marianna (1994) (Budapest, Fazekas Mihály Gyakorlógimnázium III. o., tanára(i): Fazakas Tünde, Montágh Balázs, Pataki János), II. dicséret.
- Faragó Gergely (1993) (Budapest, Fazekas Mihály Gyakorlógimnázium IV. o., tanára(i): Laczkó László, Pósa Lajos), II. dicséret.
- Imreh Csanád (1993) (Szeged, Ságvári Endre Gyakorlógimnázium IV. o., tanára(i): Seres Lászlóné, Tarcsai Tamás), II. dicséret.
- Molnár-Sáska Gábor (1993) (Budapest, Fazekas Mihály Gyakorlógimnázium IV. o., tanára(i): Laczkó László), II. dicséret.
- Pham Minh Tuan (1993) (Budapest, Fazekas Mihály Gyakorlógimnázium IV. o., tanára(i): Laczkó László), II. dicséret.
- Szeredi Tibor (1994) (Budapest, Fazekas Mihály Gyakorlógimnázium III. o., tanára(i): Thiry Imréné, Táborné Vincze Márta), II. dicséret.
- Kóczy László, szakmai neve: Kóczy Á. László (1994) (Budapest, Fazekas Mihály Gyakorlógimnázium III. o., tanára(i): Thiry Imréné, Táborné Vincze Márta), III. dicséret.
- Valkó Benedek (1995) (Budapest, Fazekas Mihály Gyakorlógimnázium II. o., tanára(i): Táborné Vincze Márta, Thiry Imréné), III. dicséret.

Kürschák 1991
- Fleiner Balázs (1991) (Budapest, Fazekas Mihály Gimnáziumban érettségizett, tanára(i): Táborné Vincze Márta, Kőváry Károly), I. díj.
- Kálmán Tamás (1993) (Budapest, Fazekas Mihály Gyakorlógimnázium III. o., tanára(i): Laczkó László, Kőváry Károly, Poór István), II. díj.
- Katz Sándor (1993) (Bonyhád, Petőfi Sándor Gimnázium III. o., tanára(i): Katz Sándor, Pósa Lajos), II. díj.
- Hegedűs Pál (1992) (Budapest, Fazekas Mihály Gyakorlógimnázium IV. o., tanára(i): Surányi László, Poór István), dicséret.
- Hertz István (1994) (Budapest, Fazekas Mihály Gyakorlógimnázium II. o., tanára(i): Thiry Imréné, Táborné Vincze Márta), dicséret.
- Járai Antal (1991) (Budapest, Ságvári Gimnáziumban érettségizett, tanára(i): Kovács Károly, Reményi Gusztávné), dicséret.
- Kőszegi Botond (1992) (Budapest, Fazekas Mihály Gyakorlógimnázium IV. o., tanára(i): Surányi László, Poór István), dicséret.
- Pór Attila (1992) (Budapest, Fazekas Mihály Gyakorlógimnázium IV. o., tanára(i): Surányi László, Poór István), dicséret.
- Szegedy Krisztián (1991) (Budapest, Fazekas Mihály Gimnáziumban érettségizett, tanára(i): Vincze Márta, Kőváry Károly, Thiry Imréné, Kardos Gyula), dicséret.
- Veres Gábor (1993) (Balassagyarmat, Balassi Bálint Gimnázium III. o., tanára(i): Fűrész István), dicséret.

Kürschák 1990
- Pór Attila (1992) (Budapest, Fazekas Mihály Gyakorlógimnázium III. o., tanára(i): Surányi László, Kőváry Károly), I. díj.
- Lakos Gyula (1992) (Budapest, Fazekas Mihály Gyakorlógimnázium III. o., tanára(i): Surányi László, Kőváry Károly), II. díj.
- Harcos Gergely (1991) (Budapest, Apáczai Csere János Gyakorlógimnázium IV. o., tanára(i): Somossy János), I. dicséret.
- Faragó Gergely (1993) (Budapest, Fazekas Mihály Gyakorlógimnázium II. o., tanára(i): Laczkó László, Pósa Lajos), II. dicséret.
- Szegedy Balázs (1992) (Budapest, Fazekas Mihály Gyakorlógimnázium III. o., tanára(i): Surányi László, Kőváry Károly), II. dicséret.
- Ujváry-Menyhárt Zoltán (1992) (Budapest, Fazekas Mihály Gyakorlógimnázium III. o., tanára(i): Surányi László, Kőváry Károly), II. dicséret.
- Boncz András (1991) (Zalaegerszeg, Zrínyi Miklós Gimnázium IV. o., tanára(i): Németh László, Csiszár Mária), III. dicséret.
- Matolcsi Máté (1992) (Budapest, Fazekas Mihály Gyakorlógimnázium III. o., tanára(i): Surányi László, Kőváry Károly), III. dicséret.
- Szegedy Krisztián (1991) (Budapest, Fazekas Mihály Gyakorlógimnázium IV. o., tanára(i): Vincze Márta, Kőváry Károly, Thiry Imréné, Kardos Gyula), III. dicséret.
- Szendrői Balázs (1992) (Budapest, Fazekas Mihály Gyakorlógimnázium III. o., tanára(i): Surányi László, Kőváry Károly), III. dicséret.
- Tokodi Tamás (1990) (Szeged, Ságvári Endre Gimnáziumban érettségizett, tanára(i): Csúri József, Tarcsay Tamás), IV. dicséret.

Kürschák 1989
- Fleiner Tamás (1989) (Budapest, Fazekas Mihály Gimnáziumban érettségizett, tanára(i): Kőváry Károly, Laczkó László, matematikus hallgató, ELTE), I. díj.
- Sustik Mátyás (1989) (Budapest, Fazekas Mihály Gimnáziumban érettségizett, tanára(i): Kőváry Károly, Laczkó László, matematikus hallgató, ELTE), II. díj.
- Balogh József (1990) (Szeged, Ságvári Gyakorlógimnázium IV. o., tanára(i): Pintér Lajos, Csúri József, Tarcsay Tamás), III. díj.
- Benkő Dávid (1989) (Budapest, Móricz Zsigmond Gimnáziumban érettségizett, tanára(i): Szászné Simon Judit, Szőke Zoltánné), I. dicséret.
- Sebestyén Géza (1990) (Budapest, Árpád Gimnáziumban érettségizett, tanára(i): Mikusi Imre, Gyimesi Róbert), I. dicséret.
- Benczúr Péter (1990) (Budapest, Fazekas Mihály Gyakorlógimnázium IV. o., tanára(i): Thiry Imréné, Kardos Gyula), II. dicséret.
- Gerlits Ferenc (1989) (Budapest, Berzsenyi Dániel Gimnáziumban érettségizett, tanára(i): Hubert Györgyné, Vancsó Ödön, Urbán János), II. dicséret.
- Hausel Tamás (1990) (Budapest, Fazekas Mihály Gyakorlógimnázium IV. o., tanára(i): Thiry Imréné, Kardos Gyula), II. dicséret.
- Pór Attila (1992) (Budapest, Fazekas Mihály Gyakorlógimnázium II. o., tanára(i): Surányi László, Pataki János), II. dicséret.
- Ujváry-Menyhárt Zoltán (1992) (Budapest, Fazekas Mihály Gyakorlógimnázium II. o., tanára(i): Surányi László, Pataki János), II. dicséret.
- Bodor András (1991) (Budapest, Apáczai Csere János Gyakorlógimnázium III. o., tanára(i): Tóth Attila), III. dicséret.
- Boncz András (1991) (Zalaegerszeg, Zrínyi Miklós Gimnázium III. o., tanára(i): Németh László, Csiszár Mária), III. dicséret.

Kürschák 1988
- Fleiner Tamás (1989) (Budapest, Fazekas Mihály Gyakorlógimnázium IV. o., tanára(i): Kőváry Károly, Laczkó László), I. díj.
- Mándy Attila (1989) (Budapest, Fazekas Mihály Gyakorlógimnázium IV. o., tanára(i): Kőváry Károly, Laczkó László), I. díj.
- Sustik Mátyás (1989) (Budapest, Fazekas Mihály Gyakorlógimnázium IV. o., tanára(i): Kőváry Károly, Laczkó László), I. díj.
- Biró András (1989) (Budapest, Fazekas Mihály Gyakorlógimnázium IV. o., tanára(i): Kőváry Károly, Laczkó László), II. díj.
- Csirik János (1990) (Szeged, Ságvári Gyakorlógimnázium III. o., tanára(i): Csúri József, Tarcsay Tamás), I. dicséret.
- Kecskés Kornél (1988) (Budapest, Fazekas Mihály Gimnáziumban érettségizett, tanára(i): Kőváry Károly, Surányi László), I. dicséret.
- Keleti Tamás (1988) (Budapest, Fazekas Mihály Gimnáziumban érettségizett, tanára(i): Kőváry Károly, Surányi László), I. dicséret.
- Nagy Péter (1990) (Budapest, Fazekas Mihály Gyakorlógimnázium III. o., tanára(i): Thiry Imréné, Kardos Gyula), I. dicséret.
- Pásztor Gábor (1989) (Miskolc, Földes Ferenc Gimnázium IV. o., tanára(i): Szabó Kálmán, Pirkó Béla), II. dicséret.
- Hausel Tamás (1990) (Budapest, Fazekas Mihály Gyakorlógimnázium III. o., tanára(i): Thiry Imréné, Kardos Gyula), II. dicséret.
- Derényi Imre (1988) (Győr, Révai Miklós Gimnáziumban érettségizett, tanára(i): Szabó Rudolfné), II. dicséret.

Kürschák 1987
- Drasny Gábor (1988) (Budapest, Fazekas Mihály Gyakorlógimnázium IV. o., tanára(i): Surányi László, Kőváry Károly), I. díj.
- Fleiner Tamás (1989) (Budapest, Fazekas Mihály Gyakorlógimnázium III. o., tanára(i): Laczkó László, Kőváry Károly), II. díj.
- Keleti Tamás (1988) (Budapest, Fazekas Mihály Gyakorlógimnázium, IV. o., tanára(i): Kőváry Károly, Surányi László), II. díj.
- Tasnádi Tamás (1987) (Budapest, I. István Gimnáziumban érettségizett, tanára(i): Rácz János, Weisz Iván), II. díj.
- Benczúr András (1987) (Budapest, Fazekas Mihály Gimnáziumban érettségizett, tanára(i): Kőváry Károly, Cserepkei Ferenc, matematikus hallgató, ELTE), III. díj.
- Dinnyés Enikő (1987) (Budapest, Berzsenyi Dániel Gimnáziumban érettségizett, tanára(i): Bánhegyi László, Vancsó Ödön), III. díj.
- Gács András (1987) (Budapest, Radnóti Gimnáziumban érettségizett, tanára(i): Ambrus András), III. díj.
- Lengyel Csaba (1987) (Budapest, Fazekas Mihály Gimnáziumban érettségizett, tanára(i): Kőváry Károly, Cserepkei Ferenc), III. díj.
- Lipták László (1987) (Szeged, Ságvári Gimnáziumban érettségizett, tanára(i): Pintér Lajosné, Hajnal Imre), III. díj.
- Rimányi Richárd (1987) (Győr, Révai Miklós Gimnáziumban érettségizett, tanára(i): Szabó Rudolfné, Zsebők Ottó), III. díj.

Kürschák 1986
- Kós Géza (1986) (Budapest, Berzsenyi Dániel Gimnáziumban érettségizett, tanára(i): Bényei Károly, Pataki János), I. díj.
- Benczúr András (1987) (Budapest, Fazekas Mihály Gyakorlógimnázium IV. o., tanára(i): Kőváry Károly, Cserepkei Ferenc), II. díj.
- Csom Gyula (1988) (Budapest, Fazekas Mihály Gyakorlógimnázium III. o., tanára(i): Surányi László, Cserepkei Ferenc), III. díj.
- Montágh Balázs (1986) (Budapest, Fazekas Mihály Gimnáziumban érettségizett, tanára(i): Thiry Imréné, Kardos Gyula), III. díj.
- Bereczky Áron (1987) (Budapest, Berzsenyi Dániel Gimnázium IV. o., tanára(i): Bánhegyi László, Vancsó Ödön), I. dicséret.
- Bóna Miklós (1986) (Székesfehérvár, József Attila Gimnáziumban érettségizett, tanára(i): Wolkensdorfer János), I. dicséret.
- Cynolter Gábor (1987) (Budapest, Fazekas Mihály Gyakorlógimnázium IV. o., tanára(i): Kőváry Károly, Cserepkei Ferenc), I. dicséret.
- Lipták László (1987) (Szeged, Ságvári Gyakorlógimnázium IV. o., tanára(i): Pintér Lajosné, Hajnal Imre), I. dicséret.
- Rimányi Richárd (1987) (Győr, Révai Miklós Gimnázium IV. o., tanára(i): Szabó Rudolfné, Zsebők Ottó), I. dicséret.
- Tóth Géza (1986) (Budapest, Fazekas Mihály Gimnáziumban érettségizett, tanára(i): Thiry Imréné, Kardos Gyula), I. dicséret.
- Bordás Ferenc (1989) (Szeged, Radnóti Miklós Gimnázium II. o., tanára(i): Simon Sándor), II. dicséret.
- Mándy Attila (1989) (Budapest, Fazekas Mihály Gyakorlógimnázium II. o., tanára(i): Laczkó László, Cserepkei Ferenc), II. dicséret.
- Szabó Gábor (1987) (Budapest, I. István Gimnázium, tanára(i): Rácz János, Weisz Iván), II. dicséret.

Kürschák 1985
- Kós Géza (1986) (Budapest, Berzsenyi Dániel Gimnázium IV. o., tanára(i): Bényei Károly, Pataki János), I. díj.
- Csizmadia György (1986) (Budapest, Fazekas Mihály Gyakorlógimnázium IV. o., tanára(i): Thiry Imréné, Kardos Gyula), II. díj.
- Montágh Balázs (1986) (Budapest, Fazekas Mihály Gyakorlógimnázium IV. o., tanára(i): Thiry Imréné, Kardos Gyula), II. díj.
- Birkás György (1985) (Siófok, Perczel Mór Gimnáziumban érettségizett, tanára(i): Fabók Irén), I. dicséret.
- Bóna Miklós (1986) (Székesfehérvár, József Attila Gimnázium IV. o., tanára(i): Wolkensdorfer János), I. dicséret.
- Makay Géza (1986) (Szeged, Ságvári Gyakorlógimnázium IV. o., tanára(i): Horóczi Ferenc, Csúri József), I. dicséret.
- Rimányi Richárd (1987) (Győr, Révai Miklós Gimnázium III. o., tanára(i): Szabó Rudolfné, Takács István), I. dicséret.
- Szkaliczki Tibor (1986) (Békéscsaba, Rózsa Ferenc Gimnázium IV. o., tanára(i): Bajnok Zoltán), I. dicséret.
- Szigeti Zoltán (1986) (Budapest, Fazekas Mihály Gyakorlógimnázium IV. o., tanára(i): Thiry Imréné, Kardos Gyula), I. dicséret.
- Tóth Géza (1986) (Budapest, Fazekas Mihály Gyakorlógimnázium IV. o., tanára(i): Thiry Imréné, Kardos Gyula), I. dicséret.
- Benczúr András (1987) (Budapest, Fazekas Mihály Gyakorlógimnázium III. o., tanára(i): Kőváry Károly, Laczkó László), II. dicséret.
- Zaránd Gergely (1987) (Budapest, Piarista Gimnázium III. o., tanára(i): Görbe László), II. dicséret.

Kürschák 1984
- Erdős László (1984) (Budapest, Berzsenyi Dániel Gimnáziumban érettségizett, tanára(i): Herczeg János, Urbán János), I. díj.
- Szabó Zoltán (1984) (Budapest, I. István Gimnáziumban érettségizett, tanára(i): Laczkó László), II. díj.
- Csillag Péter (1984) (Budapest, Landler Jenő Szakközépiskolában érettségizett, tanára(i): Tóth Béláné), I. dicséret.
- Kós Géza (1986) (Budapest, Berzsenyi Dániel Gimnázium III. o., tanára(i): Bényei Károly, Pataki János), I. dicséret.
- Birkás György (1985) (Siófok, Perczel Mór Gimnázium IV. o., tanára(i): Fabók Irén), II. dicséret.
- Csizmadia György (1986) (Budapest, Fazekas Mihály Gyakorlógimnázium III. o., tanára(i): Thiry Imréné, Kardos Gyula), II. dicséret.
- Oláh András (1985) (Budapest, I. István Gimnázium IV. o., tanára(i): Cserepkei Ferenc, Somogyi László, Nagy Gyula), II. dicséret.
- Pál Gábor (1987) (Budapest, Árpád Gimnázium II. o., tanára(i): Mikusi Imre, Gubics József), II. dicséret.

Kürschák 1983
- Birkás György (1985) (Siófok, Perczel Mór Gimnázium III. o., tanára(i): Fabók Irén), I. díj.
- Erdős László (1984) (Budapest, Berzsenyi Dániel Gimnázium IV. o., tanára(i): Herczeg János, Urbán János), I. díj.
- Hetyei Gábor (1983) (Pécs, Leőwey Klára Gimnáziumban érettségizett, tanára(i): Ványi Gyuláné), I. díj.
- Kós Géza (1986) (Budapest, Berzsenyi Dániel Gimnázium II. o., tanára(i): Bényei Károly, Pataki János), I. díj.
- Magyar Ákos (1984) (Budapest, Fazekas Mihály Gyakorlógimnázium IV. o., tanára(i): Surányi László, Vincze Márta), I. díj.
- Poór István (1984) (Budapest, I. István Gimnázium IV. o., tanára(i): Laczkó László), I. díj.
- Szabó Csaba (1983) (Budapest, Fazekas Mihály Gimnáziumban érettségizett, tanára(i): Kőváry Károly), I. díj.
- Törőcsik Jenő (1983) (Budapest, Fazekas Mihály Gimnáziumban érettségizett, tanára(i): Kőváry Károly), I. díj.
- Megyesi Gábor (1985) (Szeged, Ságvári Gyakorlógimnázium III. o., tanára(i): Csúri József, Seres Lászlóné), dicséret.
- Szabó Zoltán (1984) (Budapest, I. István Gimnázium IV. o., tanára(i): Laczkó László), dicséret.
- Tóth Gábor (1983) (Budapest, Fazekas Mihály Gimnáziumban érettségizett, tanára(i): Kőváry Károly), dicséret.
- Náray Miklós (1983) (Budapest, I. István Gimnázium, tanára(i): Rácz János, Cserepkei Ferenc), dicséret.

Kürschák 1982
- Magyar Ákos (1984) (Budapest, Fazekas Mihály Gyakorlógimnázium III. o., tanára(i): Surányi László, Vincze Márta), II. díj.
- Hetyei Gábor (1983) (Pécs, Leőwey Klára Gimnázium IV. o., tanára(i): Ványi Gyuláné), II. díj.
- Szabó Endre (1982) (Budapest, Fazekas Mihály Gimnáziumban érettségizett, tanára(i): Thiry Imréné, Kardos Gyula), III. díj.
- Tardos Gábor (1982) (Budapest, Berzsenyi Dániel Gimnáziumban érettségizett, tanára(i): Pataki János, Herczeg János), III. díj.
- Csillag Péter (1984) (Budapest, Landler Jenő Szakközépiskola III. o., tanára(i): Tóth Béláné), III. díj.
- Károlyi Gyula (1982) (Budapest, Fazekas Mihály Gimnáziumban érettségizett, tanára(i): Thiry Imréné, Kardos Gyula), dicséret.
- Tóth Gábor (1983) (Budapest, Fazekas Mihály Gyakorlógimnázium IV. o., tanára(i): Kőváry Károly), dicséret.

Kürschák 1981
- Tardos Gábor (1982) (Budapest, Berzsenyi Dániel Gimnázium IV. o., tanára(i): Pataki János, Herczeg János), I. díj.
- Király Zoltán (1981) (Miskolc, Földes Ferenc Gimnáziumban érettségizett, tanára(i): Pirkó Béla), II. díj.
- Nacsa János (1982) (Budapest, Berzsenyi Gimnázium IV. o., tanára(i): Pataki János), III. díj.
- Simonyi Gábor (1981) (Budapest, Apáczai Csere János Gimnáziumban érettségizett, tanára(i): Falta Zoltán), I. dicséret.
- Szabó Endre (1982) (Budapest, Fazekas Mihály Gyakorlógimnázium IV. o., tanára(i): Thiry Imréné, Kardos Gyula), I. dicséret.
- Szenes András (1981) (Moszkva, Fizika-Matematikai Speciális Iskolában érettségizett, tanára(i): A. A. Jegorov, Sz. A. Bogatij, V. V. Dubrovszkij), I. dicséret.
- Bali János (1982) (Budapest, Fazekas Mihály Gyakorlógimnázium IV. o., tanára(i): Reményi Gusztáv), II. dicséret.
- Dósa György (1981), Várpalota, Thuri György Gimnáziumban érettségizett, tanára(i): Surányi Pál), II. dicséret.
- Gellér János (1981) (Budapest, Fazekas Mihály Gimnáziumban érettségizett, tanára(i): Reményi Gusztáv), II. dicséret.
- Magyar Ákos (1984) (Budapest, Fazekas Mihály Gyakorlógimnázium II. o., tanára(i): Surányi László, Vincze Márta), II. dicséret.

Kürschák 1980
- Tardos Gábor (1982) (Budapest, Berzsenyi Dániel Gimnázium III. o., tanára(i): Pataki János, Herczeg János), I. díj.
- Bohus Géza (1980) (Budapest, Fazekas Mihály Gimnáziumban érettségizett, tanára(i): Kőváry Károly, Táborné Vincze Márta, matematikus hallgató, ELTE), II. díj.
- Szabó László (1980) (Csongrád, Batsányi János Gimnáziumban érettségizett, tanára(i): Szabó Katalin, matematikus hallgató, JATE), II. díj.
- Horváth István (1981) (Debrecen, KLTE Gyakorlógimnázium IV. o., tanára(i): Mucsa János), III. díj.
- Tőri Zoltán (1980) (Budapest, Fazekas Mihály Gimnáziumban érettségizett, tanára(i): Kőváry Károly, Táborné Vincze Márta), dicséret.
- Gellér János (1981) (Budapest, Fazekas Mihály Gyakorlógimnázium IV. o., tanára(i): Reményi Gusztáv), dicséret.
- Beleznay Ferenc  (1980) (Budapest, Fazekas Mihály Gimnáziumban érettségizett, tanára(i): Kőváry Károly, Táborné Vincze Márta), dicséret.
- Király Zoltán (1981) (Miskolc, Földes Ferenc Gimnázium IV. o., tanára(i): Pirkó Béla), dicséret.
- Szabó Endre (1982) (Budapest, Fazekas Mihály Gyakorlógimnázium III. o., tanára(i): Thiry Imréné, Kardos Gyula), dicséret.
- Umann Gábor  (1980) (Budapest, Fazekas Mihály Gimnáziumban érettségizett, tanára(i): Kőváry Károly, Táborné Vincze Márta), dicséret.

Kürschák 1979
- Szegedy Márió (1979) (Budapest, Fazekas Mihály Gimnáziumban érettségizett, tanára(i): Kőváry Károly, honvéd), I. díj.
- Hajnal Péter (1979) (Szeged, Radnóti Miklós Gimnáziumban érettségizett, tanára(i): Bánfalvi Józsefné, matematikus hallgató, JATE), I. díj.
- Tardos Gábor (1982) (Budapest, Berzsenyi Dániel Gimnázium II. o., tanára(i): Pataki János, Herczeg János), I. díj.
- Bohus Géza (1980) (Budapest, Fazekas Mihály Gyakorlógimnázium IV. o., tanára(i): Kőváry Károly, Táborné Vincze Márta), II. díj.
- Szegedy Patrik  (1980) (Budapest, Fazekas Mihály Gyakorlógimnázium IV. o., tanára(i): Kőváry Károly, Táborné Vincze Márta), II. díj.
- Varga Tamás (1979) (Budapest, Radnóti Miklós Gimnáziumban érettségizett, tanára(i): Ladányiné Csatár Katalin, honvéd), III. díj.
- Beleznay Ferenc  (1980) (Budapest, Fazekas Mihály Gyakorlógimnázium IV. o., tanára(i): Kőváry Károly, Táborné Vincze Márta), III. díj.

Kürschák 1978
- Cseri István (1979) (Budapest, Berzsenyi Dániel Gimnázium IV. o., tanára(i): Bánhegyi László, Hubert Györgyné), II. díj.
- Csók Tibor (1978) (Kecskemét, Katona József Gimnáziumban érettségizett, tanára(i): Horti Attila), II. díj.
- Sali Attila (1978) (Budapest, Fazekas Mihály Gimnáziumban érettségizett, tanára(i): Thiry Imréné, Kardos Gyula, honvéd), II. díj.
- Csikós Balázs (1978) (Budapest, Fazekas Mihály Gimnáziumban érettségizett, tanára(i): Thiry Imréné, Kardos Gyula, honvéd), I. dicséret.
- Erdélyi Tamás (1979) (Budapest, Berzsenyi Dániel Gimnázium IV. o., tanára(i): Bánhegyi László), I. dicséret.
- Pyber László (1978) (Budapest, Fazekas Mihály Gimnáziumban érettségizett, tanára(i): Thiry Imréné, Kardos Gyula, honvéd), I. dicséret.
- Szekeres Gábor (1979) (Budapest, Berzsenyi Dániel Gimnázium IV. o., tanára(i): Bánhegyi László), I. dicséret.
- Fordán Tibor (1979) (Körmend, Kölcsey Ferenc Gimnázium IV. o., tanára(i): Soós István), II. dicséret.
- Gát György (1979) (Esztergom, Dobó Katalin Gimnázium IV. o., tanára(i): Márton Kálmán), II. dicséret.
- Mala József (1979) (Cegléd, Kossuth Lajos Gimnázium IV. o., tanára(i): Major Judit, Bogdán Zoltán), II. dicséret.

Kürschák 1977
- Knébel István (1977) (Budapest, József Attila Gimnáziumban érettségizett, tanára(i): Ámon Ottó, építőmérnök hallgató, BME), II. díj.
- Cseri István (1979) (Budapest, Berzsenyi Dániel Gimnázium III. o., tanára(i): Bánhegyi László, Hubert Györgyné), I. dicséret.
- Zempléni András (1978) (Budapest, I. István Gimnázium IV. o., tanára(i): Laczkó László, Jelitai Árpád), I. dicséret.
- Pyber László (1978) (Budapest, Fazekas Mihály Gyakorlógimnázium IV. o., tanára(i): Thiry Imréné, Kardos Gyula), I. dicséret.
- Varga Tamás (1979) (Budapest, Radnóti Miklós Gimnázium III. o., tanára(i): Ladányiné Csatár Katalin), dicséret), I. dicséret.
- Hajnal Péter (1979) (Szeged, Radnóti Miklós Gimnázium III. o., tanára(i): Bánfalvi Józsefné), I. dicséret.
- Spissich László (1977) (Pápa, Türr István Gimnáziumban érettségizett, tanára(i): Bujáky Miklós), II. dicséret.
- Surány Gábor (1977) (Budapest, I. István Gimnáziumban érettségizett, tanára(i): Rácz János, Cserepkei Ferenc), II. dicséret.
- Kozma László (1978) (Debrecen, KLTE Gyakorlógimnázium IV. o., tanára(i): Titkó István), III. dicséret.
- Zádori  László (1978) (Debrecen, KLTE Gyakorlógimnázium IV. o., tanára(i): Titkó István), III. dicséret.

Kürschák 1976
- Magyar Zoltán (1977) (Budapest, Jedlik Ányos Gimnázium IV. o., tanára(i): Mihály Istvánné), I. díj.
- Balassa András (1976) (Budapest, Fazekas Mihály Gimnáziumban érettségizett, tanára(i): Vincze Márta), dicséret.
- Balázs Iván József (1977) (Budapest, Fazekas Mihály Gyakorlógimnázium IV. o., tanára(i): Reményi Gusztáv), dicséret.

Kürschák 1975
- Miklós Dezső (1976) (Budapest, Berzsenyi Dániel Gimnázium IV. o., tanára(i): Herczeg János, Pataki János), I. díj.
- Jakab Tibor (1975) (Budapest, Berzsenyi Dániel Gimnáziumban érettségizett, tanára(i): Bánhegyi László, matematikus hallgató, ELTE), II. díj.
- Bodó Zalán (1977) (Budapest, I. István Gimnázium III. o., tanára(i): Rácz János, Cserepkei Ferenc, Laczkó László, Mikite Gyuláné), III. díj.
- Lelkes András (1975) (Budapest, Berzsenyi Dániel Gimnáziumban érettségizett, tanára(i): Bánhegyi László), III. díj.
- Moussong Gábor (1976) (Tatabánya, Árpád Gimnázium IV. o., tanára(i): Németh Imréné), dicséret.

Kürschák 1974
- Kollár János (1974) (Budapest, Piarista Gimnáziumban érettségizett, tanára(i): Pogány János, matematikus hallgató, ELTE), II. díj.
- Neumann Attila (1975) (Budapest, Fazekas Mihály Gyakorlógimnázium IV. o., tanára(i): Kőváry Károly), II. díj.
- Prőhle Péter (1974) (Budapest, Fazekas Mihály Gimnáziumban érettségizett, tanára(i): Thiry Imréné, Kőváry Károly, matematikus hallgató, ELTE), II. díj.
- Sparing László (1975) (Szombathely, Nagy Lajos Gimnázium IV. o., tanára(i): Márton János), II. díj.
- Kecskés Csaba (1974) (Budapest, Móricz Zsigmond Gimnáziumban érettségizett, tanára(i): Némethy Katalin), III. díj.
- Markó Péter (1975) (Veszprém, Lovassy László Gimnázium IV. o., tanára(i): Hegyi László), III. díj.
- Hasenfratz Anna (1975) (Budapest, Fazekas Mihály Gyakorlógimnázium IV. o., tanára(i): Kőváry Károly), dicséret.
- Kiss Emil (1974) (Budapest, Fazekas Mihály Gimnáziumban érettségizett, tanára(i): Thiry Imréné, matematikus hallgató, ELTE), dicséret.
- Ring János (1975) (Budapest, Fazekas Mihály Gyakorlógimnázium IV. o., tanára(i): Kőváry Károly), dicséret.
- Veres Sándor (1974) (Debrecen, Fazekas Mihály Gimnáziumban érettségizett, tanára(i): Szvetits Zoltán, matematikus hallgató, KLTE), dicséret.

Kürschák 1973
- Kertész Gábor (1974) (Budapest, I. István Gimnázium IV. o., tanára(i): Rácz János, Vargay Zoltánné, Moró Károly), I. díj.
- Kollár János (1974) (Budapest, Piarista Gimnázium IV. o., tanára(i): Pogány János), I. díj.
- Bacsó Gábor (1973) (Budapest, Móricz Zsigmond Gimnáziumban érettségizett, tanára(i): Némethy Katalin), II. díj.
- Ablonczy Péter (1973) (Budapest, Fazekas Mihály Gimnáziumban érettségizett, tanára(i): Reményi Gusztáv, Ada-Winter Péter, matematikus hallgató, ELTE), dicséret.
- Geréb Mihály (1973) (Budapest, Fazekas Mihály Gimnáziumban érettségizett, tanára(i): Reményi Gusztáv, Ada-Winter Péter, matematikus hallgató, ELTE), dicséret.
- Kószó Károly (1973) (Szeged, Ságvári Endre Gimnáziumban érettségizett, tanára(i): Hajnal Imre, Csúri József), dicséret.
- Neumann Attila (1975) (Budapest, Fazekas Mihály Gyakorlógimnázium III. o., tanára(i): Kőváry Károly), dicséret.
- Veres Sándor (1974) (Debrecen, Fazekas Mihály Gimnázium IV. o., tanára(i): Szvetits Zoltán), dicséret.
- Páles Zsolt (1974) (Sátoraljaújhely, Kossuth Lajos Gimnázium IV. o., tanára(i): Karsay Sándorné), dicséret.
- Simányi Nándor (1974) (Budapest, József Attila Gimnázium IV. o., tanára(i): Horváth Józsefné), dicséret.
- Sütő-Nagy László (1975) (Budapest, I. István Gimnázium III. o., tanára(i): Rácz János), dicséret.
- Szigeti Jenő (1973) (Miskolc, Földes Ferenc Gimnáziumban érettségizett, tanára(i): Szabó Kálmán, Pirkó Béla), dicséret.

Kürschák 1972
- Tuza Zsolt (1972) (Budapest, Fazekas Mihály Gimnáziumban érettségizett, tanára(i): Urbán János, Reményi Gusztáv, Ada-Winter Péter, Kirschner Andrásné, matematikus hallgató, ELTE), I. díj.
- Győri Ervin (1972) (Kaposvár, Táncsics Mihály Gimnáziumban érettségizett, tanára(i): Gál József, matematikus hallgató, ELTE), II. díj.
- Prőhle Péter (1974) (Budapest, Fazekas Mihály Gyakorlógimnázium III. o., tanára(i): Thiry Imréné, Kőváry Károly), II. díj.
- Hangya László (1972) (Budapest, Fazekas Mihály Gimnáziumban érettségizett, tanára(i): Urbán János, Reményi Gusztáv, Ada-Winter Péter), dicséret.
- Kollár János (1974) (Budapest, Piarista Gimnázium III. o., tanára(i): Pogány János), dicséret.

Kürschák 1971
- Komjáth Péter (1971) (Budapest, Fazekas Mihály Gimnáziumban érettségizett, tanára(i): Kőváry Károly, matematikus hallgató, ELTE), I. díj.
- Ruzsa Imre, szakmai neve Ruzsa Z. Imre (1971) (Budapest, Fazekas Mihály Gimnáziumban érettségizett, tanára(i): Kőváry Károly, matematikus hallgató, ELTE), I. díj.
- Füredi Zoltán (1972) (Budapest, Móricz Zsigmond Gimnázium IV. o., tanára(i): Némethy Katalin), II. díj.
- Móri Tamás (1972) (Budapest, Berzsenyi Dániel Gimnázium IV. o., tanára(i): Herczeg János, Ratkó István, Matavovszky Tibor), I. dicséret.
- Máté András (1971) (Budapest, I. István Gimnáziumban érettségizett, tanára(i): Rácz János, Móró Károly, Lasztóczy Gyula), I. dicséret.
- Berényi Péter (1972) (Budapest, Fazekas Mihály Gyakorlógimnázium IV. o., tanára(i): Urbán János, Reményi Gusztáv, Ada-Winter Péter), I. dicséret.
- Bajmóczy Ervin (1971) (Budapest, Fazekas Mihály Gimnáziumban érettségizett, tanára(i): Kőváry Károly, matematikus hallgató, ELTE), I. dicséret.
- Boros Endre (1972) (Budapest, I. István Gimnázium IV. o., tanára(i): Rácz János), II. dicséret.
- Gál Péter (1972) (Budapest, Fazekas Mihály Gyakorlógimnázium IV. o., tanára(i): Urbán János, Reményi Gusztáv, Ada-Winter Péter), II. dicséret.
- Gyimesi András (1971) (Budapest, Berzsenyi Dániel Gimnáziumban érettségizett, tanára(i): Bánhegyi László), II. dicséret.

Kürschák 1970
- Bajmóczy Ervin (1971) (Budapest, Fazekas Mihály Gyakorlógimnázium IV. o., tanára(i): Kőváry Károly), I. díj.
- Ruzsa Imre, szakmai neve Ruzsa Z. Imre (1971) (Budapest, Fazekas Mihály Gyakorlógimnázium IV. o., tanára(i): Kőváry Károly), II. díj.
- Beck József (1970) (Budapest, I. István Gimnáziumban érettségizett, tanára(i): Jelitai Árpád, Rácz János, Móró Károly, matematikus hallgató, ELTE), I. dicséret.
- Göndőcs Ferenc (1971) (Győr, Révai Miklós Gimnázium IV. o., tanára(i): Zsebők Ottó), I. dicséret.
- Komjáth Péter (1971) (Budapest, Fazekas Mihály Gyakorlógimnázium IV. o., tanára(i): Kőváry Károly), I. dicséret.
- Lempert László (1970) (Budapest, Radnóti Miklós Gimnáziumban érettségizett, tanára(i): Cserepkei Ferenc, matematikus hallgató, ELTE), I. dicséret.
- Lukács Péter (1971) (Budapest, Fazekas Mihály Gyakorlógimnázium IV. o., tanára(i): Kőváry Károly), I. dicséret.
- Móri Tamás (1972) (Budapest, Berzsenyi Dániel Gimnázium III. o., tanára(i): Herczeg János, Ratkó István, Matavovszky Tibor), I. dicséret.
- Füredi Zoltán (1972) (Budapest, Móricz Zsigmond Gimnázium III. o., tanára(i): Némethy Katalin), II. dicséret.
- Kóczy László, későbbi neve: Kóczy T. László (1970) (Budapest, Fazekas Mihály Gimnáziumban érettségizett, tanára(i): Thiry Imréné, Kardos Gyula, Ada-Winter Péter, villamosmérnök hallgató, BME), II. dicséret.
- Martoni Viktor (1971) (Veszprém, Lovassy László Gimnázium IV. o., tanára(i): Knoll János, Hegyi László), II. dicséret.

Kürschák 1969
- Fiala Tibor (1969) (Budapest, II. Rákóczi Ferenc Gimnáziumban érettségizett, tanára(i): Vigassy György, matematikus hallgató, ELTE), I. díj.
- Gönczi István (1970) (Miskolc, Földes Ferenc Gimnázium IV. o., tanára(i): Csernyák Lászlóné), I. díj.
- Bajmóczy Ervin (1971) (Budapest, Fazekas Mihály Gyakorlógimnázium III. o., tanára(i): Kőváry Károly), I. díj.
- Csirmaz László (1969) (Budapest, I. István Gimnáziumban érettségizett, tanára(i): Rácz János, Jelitai Árpád, matematikus hallgató, ELTE), II. díj.
- Lukács Péter (1971) (Budapest, Fazekas Mihály Gyakorlógimnázium III. o., tanára(i): Kőváry Károly), II. díj.
- Nagy András (1971) (Budapest, Fazekas Mihály Gyakorlógimnázium III. o., tanára(i): Kőváry Károly), II. díj.
- Pintz János (1969) (Budapest, Fazekas Mihály Gimnáziumban érettségizett, tanára(i): Reményi Gusztáv, matematikus hallgató, ELTE), II. díj.
- Nádai László (1969) (Budapest, Fazekas Mihály Gimnáziumban érettségizett), dicséret.
- Sztrapkovics László (1970) (Budapest, Fazekas Mihály Gyakorlógimnázium IV. o.), dicséret.
- Komjáth Péter (1971) (Budapest, Fazekas Mihály Gyakorlógimnázium III. o., tanára(i): Kőváry Károly), dicséret.
- Erdődy Gabriella (1969) (Budapest, Fazekas Mihály Gimnáziumban érettségizett), dicséret.
- Borzsák Péter (1970) (Budapest, I. István Gimnázium IV. o., tanára(i): Jelitai Árpád), dicséret.

Kürschák 1968
- Lempert László (1970) (Budapest, Radnóti Miklós Gimnázium  III. o., tanára(i): Cserepkei Ferenc), I. díj.
- Bajmóczy Ervin (1971) (Budapest, Fazekas Mihály Gyakorlógimnázium II. o., tanára(i): Kőváry Károly), II. díj.
- Michaletzky György (1969) (Budapest, Piarista Gimnázium IV. o., tanára(i): Pogány János, II. díj.
- Ruzsa Imre, szakmai neve Ruzsa Z. Imre (1971) (Budapest, Fazekas Mihály Gyakorlógimnázium II. o., tanára(i): Kőváry Károly), I. dicséret.
- Somorjai Gábor (1970) (Budapest, I. István Gimnázium III. o.), I. dicséret.
- Soltész János (1969) (Budapest, Fazekas Mihály Gyakorlógimnázium IV. o.), II. dicséret.
- Soós Miklós  (1969) (Budapest, Fazekas Mihály Gyakorlógimnázium IV. o., tanára(i): Reményi Gusztáv), II. dicséret.
- Takács László (1968) (Sopron, Széchenyi Gimnáziumban érettségizett, tanára(i): Autheried Éva), II. dicséret.

Kürschák 1967
- Babai László (1968) (Budapest, Fazekas Mihály Gyakorlógimnázium IV. o., tanára(i): Kardos Gyula), II. díj.
- Mérő László (1968) (Budapest, Berzsenyi Dániel Gimnázium IV. o., tanára(i): Herczeg János), II. díj.
- Szeredi Péter (1967) (Budapest, II. Rákóczi Ferenc Gimnázium, tanára(i): Hollai Márta, matematikus hallgató, ELTE), II. díj.
- Surányi László (1967) (Budapest, Fazekas Mihály Gimnáziumban érettségizett, tanára(i): Kőváry Károly, matematikus hallgató, ELTE), I. dicséret.
- Grósz Tamás (1968) (Budapest, Ságvári Gimnázium IV. o.), II. dicséret.
- Kóczy László, későbbi neve: Kóczy T. László (1970) (Budapest, Fazekas Mihály Gyakorlógimnázium II. o., tanára(i): Thiry Imréné, Kardos Gyula), II. dicséret.

Kürschák 1966
- Hoffmann György (1967) (Budapest, Fazekas Mihály Gyakorlógimnázium IV. o., tanára(i): Kőváry Károly), I. díj.
- Elekes György (1967) (Budapest, Fazekas Mihály Gyakorlógimnázium IV. o., tanára(i): Kőváry Károly), II. díj.
- Lovász László (1966) (Budapest, Fazekas Mihály Gimnáziumban érettségizett, tanára(i): Rábai Imre, matematikus hallgató, ELTE), I. dicséret.
- Surányi László (1967) Budapest, Fazekas Mihály Gyakorlógimnázium IV. o., tanára(i): Kőváry Károly), I. dicséret.
- Babai László (1968) (Budapest, Fazekas Mihály Gyakorlógimnázium III. o., tanára(i): Kardos Gyula, Hutai Ferenc), II. dicséret.
- Laczkovich Miklós (1966) (Budapest, Fazekas Mihály Gimnáziumban érettségizett, tanára(i): Rábai Imre, matematikus hallgató, ELTE), II. dicséret.
- Pelikán József (1966) (Budapest, Fazekas Mihály Gimnáziumban érettségizett, tanára(i): Rábai Imre, matematikus hallgató, ELTE), II. dicséret.

Kürschák 1965
- Makai Endre (1965) (Budapest, Eötvös József Gimnáziumban érettségizett, tanára(i): Korhecz Imre, Imrecze Zoltán, matematikus hallgató, ELTE), I. díj.
- Lovász László (1966) (Budapest, Fazekas Mihály Gyakorlógimnázium IV. o., tanára(i): Rábai Imre), II. díj.
- Pelikán József (1966) (Budapest, Fazekas Mihály Gyakorlógimnázium IV. o., tanára(i): Rábai Imre), II. díj.
- Gács Péter (1965) (Budapest, II. Rákóczi Ferenc Gimnáziumban érettségizett, matematikus hallgató, ELTE), dicséret.
- Laczkovich Miklós (1966) (Budapest, Fazekas Mihály Gyakorlógimnázium IV. o., tanára(i): Rábai Imre), dicséret.

Kürschák 1964
- Gerencsér László (1964) (Budapest, II. Rákóczi Ferenc Gimnáziumban érettségizett, tanára(i): Tettamanti Béla, matematikus hallgató, ELTE), I. díj.
- Corradi Gábor (1964) (Győr, Benedekrendi Czuczor Gergely Gimnáziumban érettségizett, tanára(i): Holenda Barnabás, Pápai Nárcisz, fizikus hallgató, ELTE), II. díj.
- Lovász László (1966) (Budapest, Fazekas Mihály Gyakorlógimnázium III. o., tanára(i): Rábai Imre), II. díj.
- Makai Endre (1965) (Budapest, Eötvös József Gimnázium IV. o., tanára(i): Kovács Istvánné, Nagy Miklósné), dicséret.
- Laczkovich Miklós (1966) (Budapest, Fazekas Mihály Gyakorlógimnázium III. o., tanára(i): Rábai Imre), dicséret.
- Pósa Lajos (1966) (Budapest, Fazekas Mihály Gyakorlógimnázium III. o., tanára(i): Rábai Imre), dicséret.

Kürschák 1963
- Máté Attila (1963) (Szeged, Radnóti Miklós Gimnáziumban érettségizett, tanára(i): Tihanyi Nándor, matematikus hallgató, JATE), I. díj.
- Fazekas Patrik (1963) (Mosonmagyaróvár, Kossuth Lajos Gimnáziumban érettségizett, tanára(i): Németh Béláné, fizikus hallgató, ELTE), II. díj.
- Gerencsér László (1964) (Budapest, II. Rákóczi Ferenc Gimnázium IV. o., tanára(i): Tettamanti Béla), I. dicséret.
- Lukovics Edit (1963) (Budapest, Landler Jenő Gimnáziumban érettségizett), II. dicséret.

Kürschák 1962
- Máté Attila (1963) (Szeged, Radnóti Miklós Gimnázium II. o., tanára(i): Tihanyi Nándor), I. díj.
- Kóta József (1962) (Tatabánya, Árpád Gimnáziumban érettségizett, tanára(i): Zentai Mátyás, fizikus hallgató, ELTE), II. díj.
- Pósa Lajos (1966) (Budapest, Fazekas Mihály Gyakorlógimnázium I. o., tanára(i): Rábai Imre), I. dicséret.
- Sebestyén Zoltán (1962) (Celldömölk, Berzsenyi Dániel Gimnáziumban érettségizett, tanára(i): Horváth Jenő, matematikus hallgató, ELTE), II. dicséret.
- Császár Zoltán (1965) (Budapest, Bláthy Ottó Technikum II. o.), II. dicséret.

Kürschák 1961
- Kóta József (1962) (Tatabánya, Árpád Gimnázium IV. o., tanára(i): Zentai Mátyás), I. díj.
- Bollobás Béla (1961) (Budapest, Apáczai Csere János Gyakorlógimnáziumban érettségizett, tanára(i): Göndöcs László, matematikus hallgató, ELTE), II. díj.
- Molnár Emil (1961) (Győr, Révai Miklós Gimnáziumban érettségizett, tanára(i): Faludi Istvánné, matematikus hallgató, ELTE), II. díj.
- Benczúr András (1962) (Budapest, Fazekas Mihály Gyakorlógimnázium IV. o., tanára(i): Rábai Imre), dicséret.
- Fritz József (1961) (Mosonmagyaróvár, Kossuth Lajos Gimnáziumban érettségizett, tanára(i): Melicher Miklós, fizikus hallgató, ELTE), dicséret.
- Kóta Gábor (1961) (Tatabánya, Árpád Gimnáziumban érettségizett, villamosmérnök hallgató, BME), dicséret.

Kürschák 1960
- Mezei Ferenc (1960), Budapest, II. Rákóczi Ferenc Gimnáziumban érettségizett, tanára(i): Ormos Gaszton, fizikus hallgató, ELTE), I. díj.
- Bollobás Béla (1961) (Budapest, Apáczai Csere János Gyakorlógimnázium IV. o., tanára(i): Barra György, Göndöcs László), II. díj.
- Máté Attila (1963) (Szeged, Dózsa György Általános Iskola VIII. o.), dicséret.

Kürschák 1959
- Jelitai Árpád (1959) (Budapest, I. István Gimnáziumban érettségizett, tanára(i): Soós Károly), I. díj.
- Halász Gábor (1959) (Budapest, II. Rákóczi Ferenc Gimnáziumban érettségizett, tanára(i): Tettamanti Béla, matematikus hallgató, ELTE), I. díj.
- Muszély György (1960) (Budapest, Vörösmarty Mihály Gimnázium IV. o., tanára(i): Mihály Istvánné), II. díj.
- Arató Péter (1959) (Kaposvár, Táncsics Mihály Gimnáziumban érettségizett, tanára(i): Kiss Zoltán, fizikus hallgató, ELTE), II. díj.
- Csanak György (1959) Debrecen, Fazekas Mihály Gimnáziumban érettségizett, tanára(i): Ördögh László, fizikus hallgató, KLTE), II. díj.
- Kóta Gábor (1961) (Tatabánya, Árpád Gimnázium III. o.), dicséret.
- Szász Domokos (1959) (Budapest, Eötvös József Gimnáziumban érettségizett, tanára(i): Pálvölgyi Richárd, matematikus hallgató, ELTE), dicséret.

Kürschák 1958
- Kisvölcsey Jenő (1959) (Budapest, Piarista Gimnázium IV. o., tanára(i): Pogány János), I. díj.
- Bollobás Béla (1961) (Budapest, Apáczai Csere János Gyakorlógimnázium II. o., tanára(i): Barra György, Göndöcs László), II. díj.
- Győry Kálmán (1958) (Ózd, József Attila Gimnáziumban érettségizett, matematikus hallgató, KLTE), dicséret.
- Montvay István (1958) (Budapest, Landler Jenő Gimnáziumban érettségizett, fizikus hallgató, ELTE), dicséret.
- Sárközy András (1958) (Gyöngyös, Vak Bottyán Gimnázium, matematikus hallgató, ELTE), dicséret.
- Tihanyi Ambrus (1960) Budapest, Apáczai Csere János Gyakorlógimnázium, III. o.), dicséret.

Kürschák 1957
- Makkai Mihály (1957) (Budapest, Eötvös Gimnáziumban érettségizett, tanára(i): Sólyom Miklós), II. díj.
- Frivaldszky Sándor (1957) (Budapest, Rákóczi Gimnáziumban érettségizett, tanára(i): Lantosi Károly), I. dicséret.
- Stahl János (1957) (Budapest, Kölcsey Gimnáziumban érettségizett), I. dicséret.
- Sárközy András (1958) (Gyöngyös, Vak Bottyán Gimnázium IV. o.), I. dicséret.
- Montvay István (1958) (Budapest, Landler Gimnázium IV. o.), II. dicséret.
- Szebeni András (1958) (Budapest, Petőfi Gimnázium IV. o., tanára(i): Szüts Pál), II. dicséret.
- Verhás József (1957) (Budapest, Dózsa György Gimnáziumban érettségizett), II. dicséret.

Kürschák 1955
- Krammer Gergely (1955) (Budapest, Rákóczi Ferenc Gimnáziumban érettségizett, tanára(i): Kozma Péter), II. díj.
- Bártfai Pál (1955) (Budapest, Petőfi Sándor Gimnáziumban érettségizett, tanára(i): Milhoffer Hugóné), I. dicséret.
- Quittner Pál (1955) (Budapest, Petőfi Sándor Gimnáziumban érettségizett), II. dicséret.
- Uray László (1955) (Budapest, Piarista Gimnáziumban érettségizett), II. dicséret.

Kürschák 1954
- Vigassy József (1954) (Budapest, Petőfi Gimnáziumban érettségizett, tanára(i): Szücs Pál), I. díj.
- Csiszár Imre (1956) (Budapest, Petőfi Sándor Gimnázium III. o., tanára(i): Vaszkó Ákos), II. díj.
- Kovács László (1954) (Debrecen, Református Gimnáziumban érettségizett, tanára(i): Nagy Géza), II. díj.
- Balatoni Ferenc (1954) (Budapest, Árpád Gimnáziumban érettségizett), dicséret.
- Bárdos András (1954) (Budapest, Rákóczi Gimnáziumban érettségizett), dicséret.

Kürschák 1953
- Surányi Péter (1953) (Budapest, Kölcsey Ferenc Gimnáziumban érettségizett, tanára(i): Lovass Antal), I. díj.
- Vigassy József (1954) (Budapest, Petőfi Gimnázium IV. o., tanára(i): Szüts Pál), II. díj.
- Pergel József (1953) (Budapest, Landler Jenő Gimnáziumban érettségizett), I. dicséret.
- Sóti Ferenc (1953) (Szeged, 5. sz. Vegyipari Technikumban érettségizett), I. dicséret.
- Bártfai Pál (1955) (Budapest, Petőfi Sándor Gimnázium III. o., tanára(i): Milhoffer Hugóné), II. dicséret.
- Zawadowski Alfréd (1954) (Budapest, Petőfi Gimnázium IV. o.), II. dicséret.

Kürschák 1952
- Kálmán Lajos (1952) (Budapest, Berzsenyi Dániel Gimnáziumban érettségizett, tanára(i): Somosi Ferenc), I. díj.
- Kántor Sándor (1953) (Debrecen, Református Gimnázium IV. o., T. Nagy Géza), I. díj.
- Horváth Ákos (1952) (Szentendre, Ferences Gimnáziumban érettségizett, tanára(i): Vigh Árpád), II. díj.
- Nagy Tibor (1952) (Vác, Sztáron Sándor Gimnáziumban érettségizett, tanára(i): Gyaraki Ferenc), II. díj.

Kürschák 1951
- Szekerka Pál (1952) (Budapest, Rudas László Gimnázium IV. o., tanára(i): Neukomm Gyula), I. díj.
- Kálmán Lajos (1952) (Budapest, Berzsenyi Dániel Gimnázium IV. o., tanára(i): Somosi Ferenc), II. díj.
- Fáy Árpád (1951), (Karcag, Gimnáziumban érettségizett), dicséret.
- Seregély József (1951), dicséret.

Kürschák 1950
- Bognár János (1950) (Budapest, Evangélikus Gimnáziumban érettségizett, tanára(i): Vermes Miklós), II. díj.
- Szekerka Pál (1952) (Budapest, Rudas László Gimnázium III. o., tanára(i): Neukomm Gyula), II. díj.
- Korányi Ádám (1950) (Szeged, Klauzál Gimnáziumban érettségizett, tanára(i): Iványi János), dicséret.
- Wellisch Tibor (1950), dicséret.
- Zergényi Erzsébet (1950) (Sopron, Állami Általános Leánygimnáziumban érettségizett), dicséret.

Kürschák 1949
- Korányi Ádám (1950) (Szeged, Klauzál Gimnázium IV. o., tanára(i): Iványi János), II. díj.
- Róna Péter (1949) (Budapest, Evangélikus Gimnáziumban érettségizett, tanára(i): Léviusz Ernő), II. díj.
- Czipszer János (1949), dicséret.
- Fried Ervin (1949), Budapest, dicséret.
- Bognár János (1950) (Budapest, Evangélikus Gimnázium IV. o., tanára(i): Vermes Miklós), dicséret.

Bolyai János tanulóverseny 1947
- Pollák György (1947) (Budapest, Kölcsey Ferenc Gimnáziumban érettségizett, tanára(i): Németh Imre), I. díj.
- Ungár Péter (1948) (Budapest, Evangélikus Gimnázium VIII. o., tanára(i): Renner János), II. díj.
- Magyar Ádám Szilveszter (1947) (Budapest, Ciszterci Gimnáziumban érettségizett), dicséret.
- Gaál Egon (1947) (Budapest, Ciszterci Gimnáziumban érettségizett), dicséret.
- Kővári Tamás (1948) (Budapest, Fasori Evangélikus Gimnáziumban érettségizett), dicséret.
- Sós Vera (1948) (Budapest, Abonyi utcai Zsidó Gimnázium VIII. o.), dicséret.
- Szabó György, dicséret.

Eötvös 1943
- Ádám István (1943) (Budapest, Kemény Zsigmond Gimnázium, tanára(i): Neukomm Gyula), I. díj.
- Takács Lajos (1943) (Budapest, Wesselényi Miklós Felsőkereskedelmi Iskola, tanára(i): Hives Á. Gergely, Vörös Dezső), I. díj.
- Gehér István (1943) (Zalaegerszeg, Gimnázium), dicséret.

Eötvös 1942
- Császár Ákos (1942) (Budapest, Ciszterci Szent Imre Gimnázium, tanára(i): Hadarits Kálmán Vendel, Losonczi Timót), I. díj.
- Pál Sándor (1942) (Budapest, Verbőczy István Gimnázium, tanára(i): Hoffmann Ernő, Milinkovich Frigyes), II. díj.
- Farkas Imre (1942), dicséret.
- Fuchs László (1942), dicséret.
- Győri András (1942), dicséret.
- Szemere Imre (1942), dicséret.

Eötvös 1941
- Ivancsó Imre (1941) (Kassa, Premontrei Gimnázium, tanára(i): Kassai Ernő), II. díj.
- Schweitzer Miklós (1941) (Budapest, Mátyás Király Gimnázium, tanára(i): Radványi László), II. díj.
- Mendelsohn János (1941), dicséret.
- Semlyén Ádám (1941) (Kolozsvár, Református Gimnázium), dicséret.

Eötvös 1940
- Hoffmann Tibor (1940) (Budapest, Szent István Gimnázium, tanára(i): Erdős Lajos, Hámori Miksa, Hegedűs Sándor), I. díj.
- Bizám György (1940) (Budapest, Bolyai Gimnázium, tanára(i): Hoffmann Ernő), II. díj.
- Pongrácz Ráfael (1940) (Esztergom, Temesvári Pelbárt Ferences Gimnázium), dicséret.

Eötvös 1939
- Sándor Gyula (1939) (Budapest, Kölcsey Ferenc Reálgimnázium, tanára(i): Novobátzky Károly), I. díj.
- Csáki Frigyes (1939) (Budapest, Bolyai Reáliskola, tanára(i): Hoffmann Ernő), II. díj.
- Hajnal Miklós (1939), dicséret.
- Rényi Alfréd (1939), dicséret.

Eötvös 1938
- Bodó Zalán (1938) (Budapest, Szent István Gimnázium, tanára(i): Hámori Miksa), I. díj.
- Weisz Alfréd (1938) (Budapest, Bolyai Gimnázium, tanára(i): Hoffmann Ernő, Horváth Benő), I. díj.
- Schreiber Béla (1938) (Budapest, Izraelita Gimnázium), dicséret.
- Somogyi Antal (1938) (Budapest, Gyakorló Gimnázium), dicséret.

Eötvös 1937
- Frankl Ottó (1937) (Budapest, Izraelita Gimnázium, tanára(i): Biró Kálmán), II. díj.

Eötvös 1936
- Szele Tibor (1936) (Debrecen, Református Gimnázium, tanára(i): Mester István), I. díj.
- Kepes Ádám (1936) (Budapest, Szent István Gimnázium, tanára(i): Marczinkó Andor, Weger Henrik), II. díj.
- Gergely János (1936), dicséret.
- Surányi János (1936) (Budapest, Mátyás Király Reálgimnázium), dicséret.

Eötvös 1935
- Bella Andor (1935) (Sárospatak, Református Gimnázium, tanára(i): Erdélyi László), I. díj.
- Csanádi György (1935) (Budapest, Kölcsey Ferenc Reálgimnázium, tanára(i): Messik Béla), II. díj.
- Bauer György (1935) (Budapest, Evangélikus Gimnázium), dicséret.
- Krausz József (1935), dicséret.

Eötvös 1934
- Weiszfeld Endre, későbbi neve: Vázsonyi Endre (1934) (Budapest, Kemény Zsigmond Reáliskola, tanára(i): Neukomm Gyula), II. díj.

Eötvös 1933
- Makai Endre (1933) (Budapest, Kegyesrendi Gimnázium, tanára(i): Ferenczi Zoltán), I. díj.
- Felter Károly (1933) (Budapest, Toldy Ferenc Reáliskola, tanára(i): Alliquander Lajos), II. díj.
- Kepes Jenő (1933) (Budapest, Szent László Reálgimnázium, tanára(i): Lisintzki Ferenc), dicséret.

Eötvös 1932
- Alpár László (1932) (Budapest, Izraelita Reálgimnázium, tanára(i) T: Szeles Henrik), II. díj.
- Schütz György (1932), dicséret.

Eötvös 1931
- Sebők György (1931) (Budapest, Berzsenyi Dániel Gimnázium, tanára(i): Virág Oszkár), I. díj.
- Ernst Frigyes (1931) (Pécs, Széchenyi Gyakorló Reáliskola, tanára(i) T: Bóka István), II. díj.
- Dénes Péter (1931) (Budapest, Ciszterci Szent Imre Gimnázium), dicséret.

Eötvös 1930
- Grünwald Tibor, későbbi neve: Gallai Tibor (1930) (Budapest, Eötvös József Reáliskola, tanára(i): Németh Lajos), II. díj.
- Déman Pál (1930) (Budapest, Bolyai Reáliskola, tanára(i) T: Fröhlich Károly), II. díj.

Eötvös 1929
- Szolovits Dezső (1929) (Debrecen, Izraelita Reálgimnázium, tanára(i) T: Sebők Emánuel), II. díj.

Eötvös 1928
- Schlüssler Endre (1928) (Budapest, Kemény Zsigmond Reáliskola, tanára(i) T: Losonczy Lajos, Neukomm Gyula), II. díj.
- Schossberger György, későbbi neve: Svéd György (1928) (Budapest, Bolyai Reáliskola, tanára(i): Bodnár Lajos, Fröhlich Károly), II. díj.

Eötvös 1927
- Beke Gyula (1927) (Szeged, Dugonics András Gimnázium, tanára(i): Ravadics Ferenc), I. díj.
- Ság Miklós (1927) (Budapest, Kemény Zsigmond Reáliskola, tanára(i): Hegyi Ferenc, Kiricsi János), II. díj.
- Elek Tibor (1927) (Budapest, Kemény Zsigmond Reáliskola, tanára(i): Kiricsi János), dicséret.
- Fischer György (1927) (Budapest, Fasori Evangélikus Gimnázium, tanára(i): Mikola Sándor), dicséret.
- Lukács Ernő (1927) (Budapest, Kegyesrendi Gimnázium), dicséret.

Eötvös 1926
- Bakos Tibor (1926) (Szombathely, Állami Reáliskola, tanára(i): Gábriel János, Radványi László), I. díj.
- Winkler József (1926) (Budapest, Berzsenyi Dániel Gimnázium, tanára(i): Schmiedt Alajos), II. díj.

Eötvös 1925
- Fuchs Rudolf (1925) (Budapest, Bolyai Reáliskola, tanára(i): Bodnár Lajos, Fröhlich Károly, Gáspár Pál, Szűcs Ernő), I. díj.
- Teller Ede (1925) (Budapest, Gyakorló Gimnázium, tanára(i): Oberle Károly, Szíjártó Miklós), I. díj.
- Tisza László (1925) (Mátyás Király Reálgimnázium, tanára(i): Makoldy Viktor), I. díj.

Eötvös 1924
- Körner Endre (1924) (Budapest, Bolyai Reáliskola), I. díj.

Eötvös 1923
- Ländler György (1923) (Budapest, Berzsenyi Dániel Gimnázium, tanára(i): Csopey László), I. díj.
- Izsák Miklós (1923) (Budapest, Szent István Gimnázium, tanára(i): Mende Jenő), II. díj.
- Stolczer Miksa (1923) (Nagykanizsa, Kegyes Tanítórendi Katolikus Gimnázium), dicséret.
- Tuschák György (1923), dicséret.

Eötvös 1922
- Kalmár László (1922), I. díj.
- Schmidt Vilmos (1922), II. díj.

Eötvös 1918
- Reuss Endre (1918) (Budapest, Toldy Ferenc Gimnázium, tanára(i): Jeanplong Győző), I. díj.
- Rédei László (1918) (Budapest, X. Ker. Gimnázium, tanára(i): Kunfalvi Rezső), II. díj.
- Krausz Gyula (1918), dicséret.

Eötvös 1917
- Pomázi Zoltán Celesztin (1917) (Eger, Gárdonyi Géza Ciszterci Gimnázium, tanára(i): Neuhold Özséb), I. díj.
- Sárospataky Lajos (1917) (Budapest, V. Ker. Gimnázium, tanára(i): Csopey László), II. díj.
- Hirschler Sándor (1917), dicséret.
- Péchy Judit (1917), dicséret.

Eötvös 1916
- Kornfeld Albert, későbbi neve: Korodi Albert (1916) (Budapest, V. Ker. Reáliskola, tanára(i): Fröhlich Károly, Pólya György), I. díj.
- Hajnal Kálmán (1916) (Budapest, I. Ker. Gimnázium, tanára(i): Dunay Zoltán), II. díj.
- Bergsmann Emma (1916), dicséret.
- Haitsch Gyula (1916), dicséret.
- Jendrassik György (1916) (Budapest, VIII. Ker. Reáliskola, tanára(i): Koren Dénes), dicséret.
- Pfeifer István (1916), dicséret.
- Rózsa Jenő (1916), dicséret.
- Szilárd Leó (1916) (Budapest, VI. Ker. Reáliskola, tanára(i): Balog Mór), dicséret.
- Teichner László (1916) (Budapest, Berzsenyi Dániel Gimnázium), dicséret.

Eötvös 1915
- Boskovitz Alfréd (1915) (Budapest, Berzsenyi Dániel Gimnázium, tanára(i): Virág Oszkár), I. díj.
- Krbek Ferenc (1915) (Kalocsa, Gimnázium, tanára(i): Roznovszky János), II. díj.
- Csengery Árpád (1915), dicséret.
- Peisner Gyula (1915) (Budapest, Berzsenyi Dániel Gimnázium), dicséret.

Eötvös 1914
- Zigány Ferenc (1914) (Budapest, IV. Ker. Reáliskola, tanára(i): Szűcs Adolf), I. díj.
- Prónai Jenő (1914) (Budapest, IV. Ker. Reáliskola, tanára(i): Obláth Richárd), II. díj.
- Stern Pál, későbbi neve: Csillag Pál (1914), dicséret.

Eötvös 1913
- Radó Tibor (1913) (Budapest, VIII. Ker. Reáliskola, tanára(i): Priváry József), I. díj.
- Fülep Lajos (1913) (Budapest, IV. Ker. Reáliskola, tanára(i): Kopp Lajos), II. díj.
- Madarász Antal (1913) (Budapest, Kegyesrendi Gimnázium, tanára(i): Hatvany Ede), II. díj.

Eötvös 1912
- Szegő Gábor (1912) (Szolnok, Állami Gimnázium, tanára(i): Zoltán Lipót), I. díj.
- Neményi Pál (1912) (Budapest, VI. Ker. Reáliskola, tanára(i): Oberle Károly), II. díj.
- Csengeri Piroska (1912), dicséret.
- Paunz Tivadar (1912), dicséret.
- Vámos Dániel (1912), dicséret.

Eötvös 1911
- Hlucsil Károly (1911) (Zsolna, Állami Reáliskola, tanára(i): Erdős Lajos), I. díj.
- Klein Gábor (1911) (Budapest, Evangélikus Gimnázium, tanára(i): Rátz László), II. díj.
- Janicsek József, későbbi neve: Jáky József (1911) (Budapest, VI. Ker. Reáliskola), dicséret.
- Veress Pál (1911) (Kolozsvár, Római Katolikus Gimnázium), dicséret.

Eötvös 1910
- Sebestyén Ödön (1910) (Nagyvárad, Premontrei Gimnázium, tanára(i): Bertram Brunó), I. díj.

Eötvös 1909
- Raj László (1909) (Budapest, V. Ker. Reáliskola, tanára(i): Rados Ignácz), I. díj.
- Lukács Ferenc (1909) (Budapest, V. Ker. Gimnázium, tanára(i): Virág Oszkár), II. díj.
- Báron Gyula (1908) (Budapest, V. Ker. Gimnázium, tanára(i): Virág Oszkár), dicséret.

Eötvös 1908
- Orphanides Etelka (1908) (Budapest, Országos Nőképző Egyesület Leánygimnáziuma, tanára(i): Szabó Gábor), I. díj.
- Kudlák Lajos (1908) (Losonc, Állami Gimnázium, tanára(i): Ondrus Pál), II. díj.
- Girsik Géza (1908), dicséret.
- Görög Frigyes (1908), dicséret.
- Háuck Jenő (1908) (Szekszárd, Arany János Gimnázium), dicséret.
- Klenics Barnabás (1908), dicséret.

Eötvös 1907
- Tolnai Jenő (1907) (Budapest, VIII. Ker. Reáliskola, tanára(i): Kopp Lajos), I. díj.
- Domokos György (1907) (Keszthely, Római Katolikus Gimnázium, tanára(i): Vargha István), II. díj.
- Blau Miklós (1907) (Budapest, VI. Ker. Reáliskola, tanára(i): Rados Ignácz), dicséret.
- Mayer Lajos (1907) (Győr, Római Katolikus Gimnázium, tanára(i): Havadi Barna, Saly Brunó), dicséret.
- Szendrői Dezső (1907) (Győr, Állami Reáliskola, tanára(i): Mihályi Elemér), dicséret.

Eötvös 1906
- Erdős Vilmos (1906) (Budapest, V. Ker. Reáliskola, tanára(i): Szekeres Kálmán), I. díj.
- Gotléb István (1906) (Budapest, VIII. Ker. Gimnázium, tanára(i): Winter József), II. díj.
- Bálint Elemér (1906) (Budapest, V. Ker. Gimnázium, tanára(i): Wagner Alajos), dicséret.
- Vámos József (1906) (Szeged, Állami Reáliskola, tanára(i): Blau Ármin), dicséret.

Eötvös 1905
- Ujj Gyula (1905) (Kaposvár, Állami Gimnázium, tanára(i): Prilisauer Adolf), I. díj.
- Neubauer Konstantin (1905) (Budapest, VII. Ker. Gimnázium, tanára(i): Szemethy Béla), II. díj.

Eötvös 1904
- Riesz Marcell (1904) (Győr, Állami Reáliskola, tanára(i): Dsida Ottó), I. díj.
- Fuchs István (1904) (Beregszász, Állami Gimnázium, tanára(i): Telkes Sándor), II. díj.
- Fodor Henrik (1904) (Beregszász, Állami Gimnázium, tanára(i): Telkes Sándor), dicséret.
- Földes Rezső (1904) (Budapest, V. Ker. Reáliskola, tanára(i): Szekeres Kálmán), dicséret.
- Gáspár József (1904) (Budapest, VII. Ker. Gimnázium, tanára(i): Lévay Ede), dicséret.

Eötvös 1903
- Haar Alfréd (1903) (Budapest, Ág. Hitv. Evang. Gimnázium, tanára(i): Rátz László), összevont Eötvös-díj.
- Kronstein Béla, későbbi neve: Horvay Béla (1903) (Budapest, I. ker. Állami Gimnázium, tanára(i): Andor Tivadar), összevont Eötvös-díj.
- Kertész Gusztáv (1903) (Pécs, Állami Reáliskola, tanára(i): Hekinger Gusztáv), dicséret.

Eötvös 1902
- Kőnig Dénes (1902) (Budapest, Gyakorló Gimnázium), I. díj.
- Szmodics Hildegárd (1902) (Kaposvár, Állami Gimnázium), II. díj.
- Kornis Ferencz (1902) (Pécs, Állami Reáliskola), dicséret.
- Riesz Kornél (1902) (Budapest, V. Ker. Reáliskola), dicséret.
- Szűcs Adolf (1902) (Budapest, V. Ker. Reáliskola, tanára(i): Éberling József), dicséret.

Eötvös 1901
- Póka Gyula (1901) (Losonc, Állami Gimnázium, tanára(i): Ondrus Pál, Winter József), I. díj.
- Baranyó Ernő (1901) (Szolnok, Gimnázium, tanára(i): Zoltán Leo), II. díj.
- Bayer Béla (1901) (Losonc, Állami Gimnázium, tanára(i): Ondrus Pál, Winter József), dicséret.
- Messik Géza (1901) (Budapest, VIII. Ker. Reáliskola, tanára(i): Éberling József), dicséret.

Eötvös 1900
- Juvancz Irén (1900) (Nyíregyháza, Evangélikus Líceum, tanára(i): Mészáros Ferenc), II. díj.
- Szmodics Kázmér (1900) (Veszprém, Gimnázium, tanára(i): Balog Sándor, Eberhardt Béla, Takács József), II. díj.

Eötvös 1899
- Kornis Ödön (1899) (Pécs, Reáliskola, tanára(i): Hekinger István, Maksay Zsigmond), I. díj.
- Spitzer Ödön (1899) (Budapest, VIII. Ker. Reáliskola, tanára(i): Kopp Lajos), II. díj.
- Devecis del Vecchio Mihály (1899), dicséret.

Eötvös 1898
- Kármán Tódor (1898) (Budapest, Gyakorló Gimnázium, tanára(i): Beke Manó), I. díj.
- Groffits Gábor (1898) (Pozsony, Állami Reáliskola, tanára(i): Göllner Károly), II. díj.
- Orlowszky Frigyes (1898) (Szamosujvár, Gimnázium, tanára(i): Dömötör János), dicséret.

Eötvös 1897
- Friedmann Bernát, későbbi neve: Fazekas Bernát) (1897) (Sátoraljaújhely, tanára(i): Hidegh Mihály), I. díj.
- Weisz Lipót, későbbi neve: Fejér Lipót (1897) (Pécs, tanára(i): Maksay Zsigmond), II. díj.
- Herusch Arthur (1897), dicséret.

Eötvös 1896
- Visnya Aladár (1896) (Pécs, Reáliskola, tanára(i): Maksay Zsigmond), I. díj.
- Zemplén Győző (1896) (Fiume, Gimnázium, tanára(i): Pizzetti Rókus), II. díj.
- Blazsevatz Antal (1896) (Zombor, Gimnázium, tanára(i): Malesevits Miklós), dicséret.
- Klein Arthur (1896) (Budapest, V. Ker. Reáliskola, tanára(i): Mendlik Ferencz), dicséret.
- Mayer Miksa (1896) (Budapest, II. Ker. Gimnázium, tanára(i): Wohlráb Flóris), dicséret.
- Suschnik József (1896) (Kecskemét, Reáliskola, tanára(i): Bóka Péter), dicséret.
- Szabó Imre (1896) (Kolozsvár, Ev. Ref. Gimnázium, tanára(i): Sárkány Lajos), dicséret.

Eötvös 1895
- Riesz Emil (1895) (Budapest, V. Ker. Állami Reáliskola, tanára(i): Beke Manó), I. díj.
- Pilczer Ignác (1895) (Kaposvár, Állami Gimnázium, tanára(i): Baló Gyula), II. díj.
- Meitner Elemér (1895), dicséret.

Eötvös 1894
- Seidner Mihály (1894) (Losonc, Állami Gimnázium, tanára(i): Winter József), I. díj.
- Pap Pál (1894) (Sárospatak, Ev. Ref. Gimnázium, tanára(i): Ellend József), II. díj.
- Kupferschmidt József (1894) (Budapest, V. Ker. Kir. Kat. Gimnázium. VIII. o.), dicséret.